# Musée de la faïence de Moustiers-Sainte-Marie
Le musée de la Faïence est situé rue du seigneur de la Clue à Moustiers-Sainte-Marie.

## Historique
Le musée de la Faïence de Moustiers-Sainte-Marie a été créé à l'initiative de l'Académie de Moustiers et de son secrétaire perpétuel Marcel Provence. Il a été inauguré par Jean-Louis Vaudoyer, poète et futur membre de l'Académie française, le 15 septembre 1929. D'abord hébergé place Blacas, il sera transféré en 1932 dans l'hôtel Bertet de la Clue, siège de l'hôtel de ville.
En 1954 l'Académie de Moustiers fait don du musée et de ses collections à la Mairie. En 1978, la chanoine Jean-Marie Plume, conseiller municipal, transfère le musée dans une salle souterraine de l'ancien prieuré. L'inauguration a lieu le 1er juillet par Gaston Deferre, député maire de Marseille et président du Conseil régional de Provence-Alpes-Côte d'Azur.
En 1996 le musée retrouve ses anciens locaux de l'hôtel de ville. Après fermeture et au terme de travaux de rénovation et d'agrandissement, le musée rouvre ses portes le 27 juin 2014 avec de nouvelles salles qui permettent d'accueillir les faïences de la donation du collectionneur Pierre Jourdan-Barry. Il a obtenu le label Qualité Tourisme.

## Collections

### Le grand salon bleu
Dans cette pièce sont rassemblées les faïences à décor bleu provenant essentiellement des deux manufactures qui ont dominé les débuts de la production : Clérissy et Olérys.

#### Chevrette et pots de pharmacie
Cette chevrette que l'on nomme en vieux français vase de "monstres" c'est-à-dire pour être montrée, est à décor en camaïeu bleu de grand feu, datée de 1687 et signée par Pierre Clérissy, premier fabricant de Moustiers à avoir obtenu le titre de "maître faïencier". Elle porte en effet sur son piédouche l'inscription suivante : Monsteriis opera P.Clerissy pro. aquensis S-i Jacobi ... pharmacopolio 1687 se traduisant  par "fait  à Moudtiers par P. Clerissy pour la pharmacie de l'Hôpital Saint Jacques d'Aix". Cette chevrette, qui doit son nom à la forme en corne de chèvre de son bec verseur, est une cruche sans anse au dessus du col, mais avec une anse latérale. La chevrette était surtout utilisée pour la conservation des sirops : c'est le pot à pharmacie par excellence car seuls les apothicaires avaient le droit de s'en servir et de l'exposer dans la vitrine de leur boutique. Sur sa panse est inscrite le nom de son contenu : Mel Mercu, abréviation de Mellite de Mercuriale, sirop pharmaceutique préparé en parts égales avec du miel et du suc de Mercuriale annuelle. Cette plante dioïque (les fleurs mâles et les fleurs femelles sont portées par des pieds différents) est réputée pour ses propriétés diurétiques et laxatives.
Dioscoride estimait à tort que la plante mâle, en décoction, favorisait la procréation des garçons, et la femelle celle des filles.
Deux autres pots à pharmacie datés de 1700-1725 de la fabrique Clérissy à décor de lambrequins sont exposés. L'un porte l'inscription "C Alkerme"" abréviation de Confection d'Alkermès, l'autre "Opiat Salo" pour Opiat de Salomon variante de la Thériaque.

Faïence à décor bleu, chevrette et pots à pharmacie
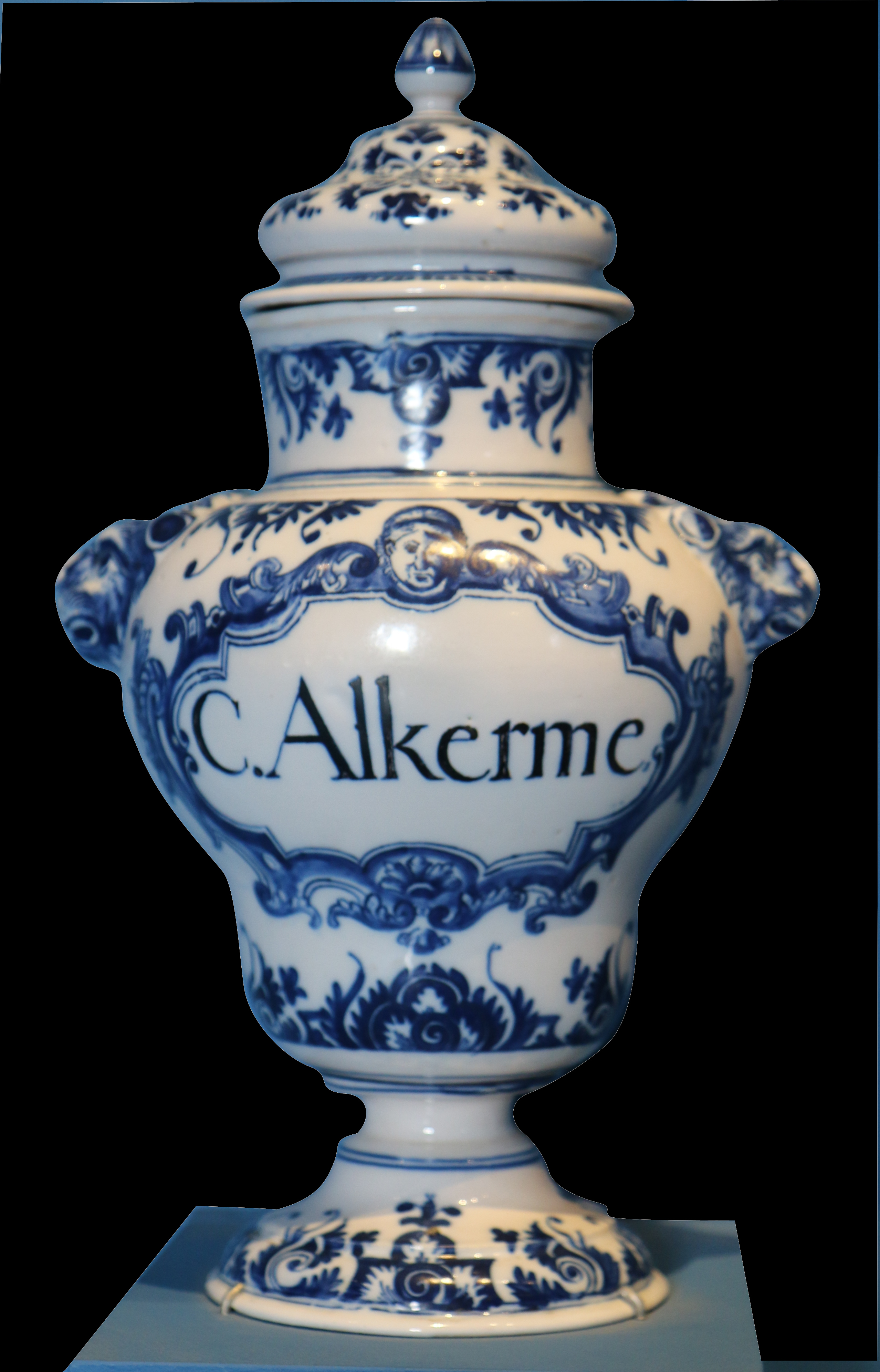
Pot à pharmacie
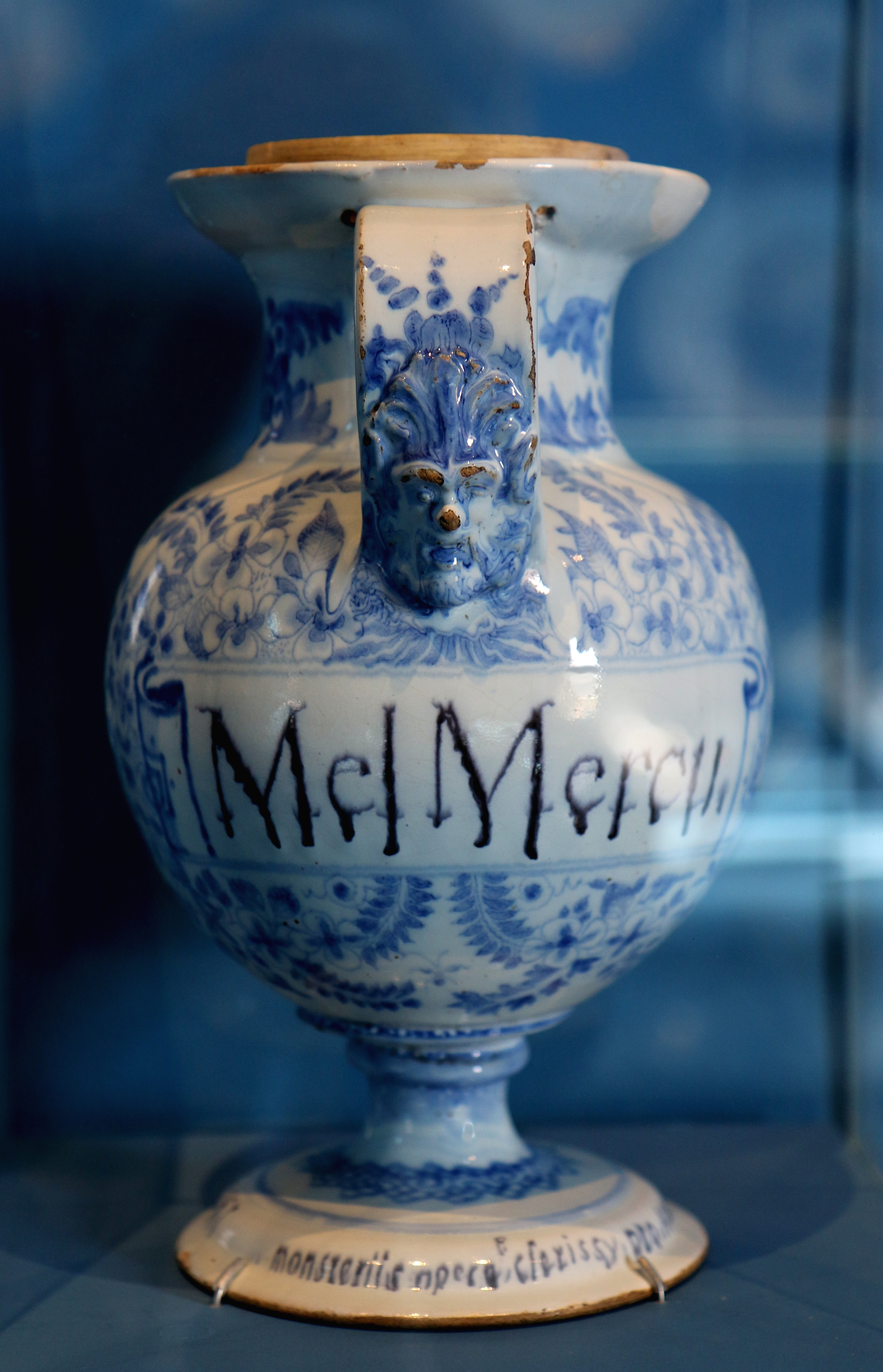
Chevrette, face arrière
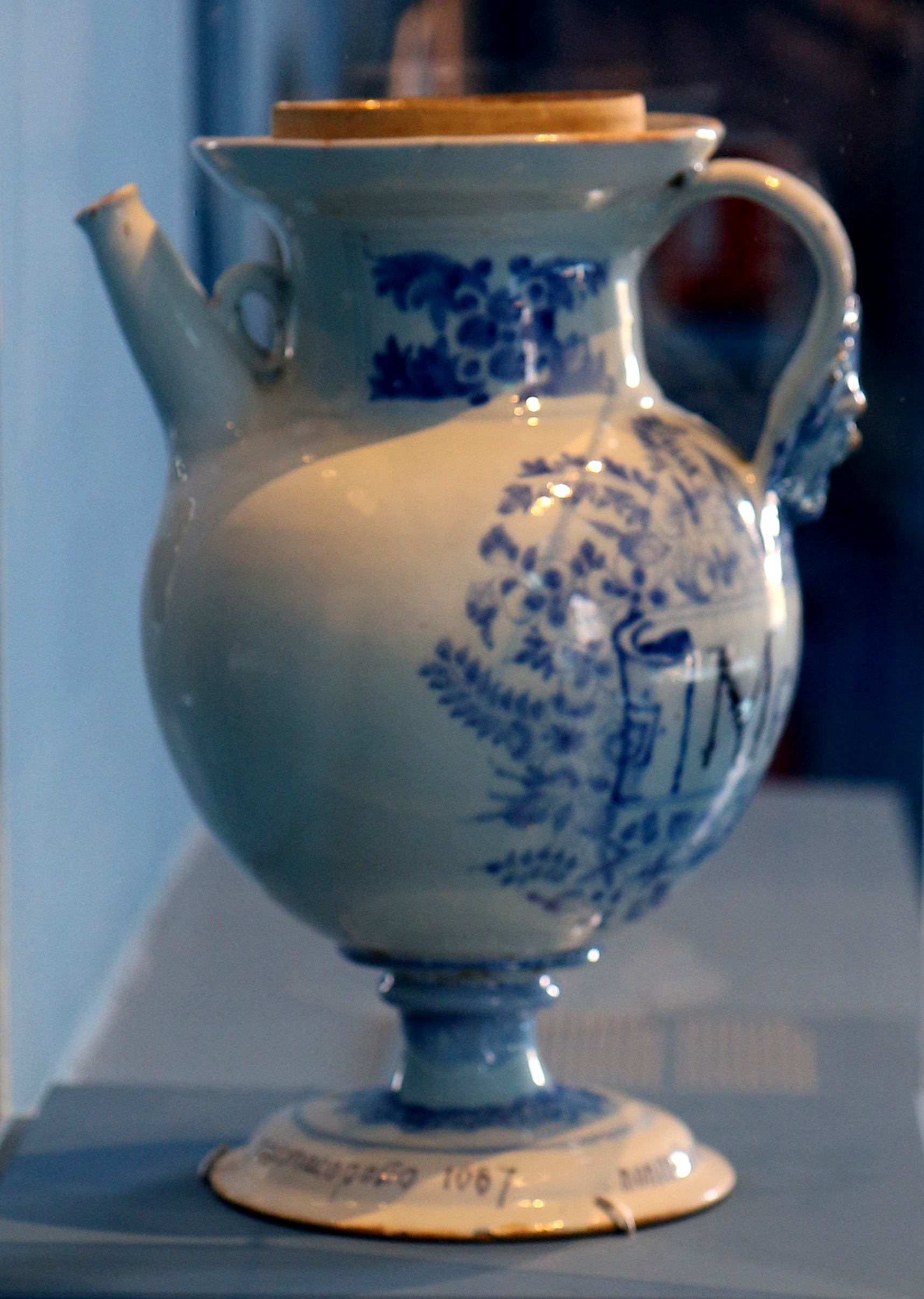
Chevrette, face latérale
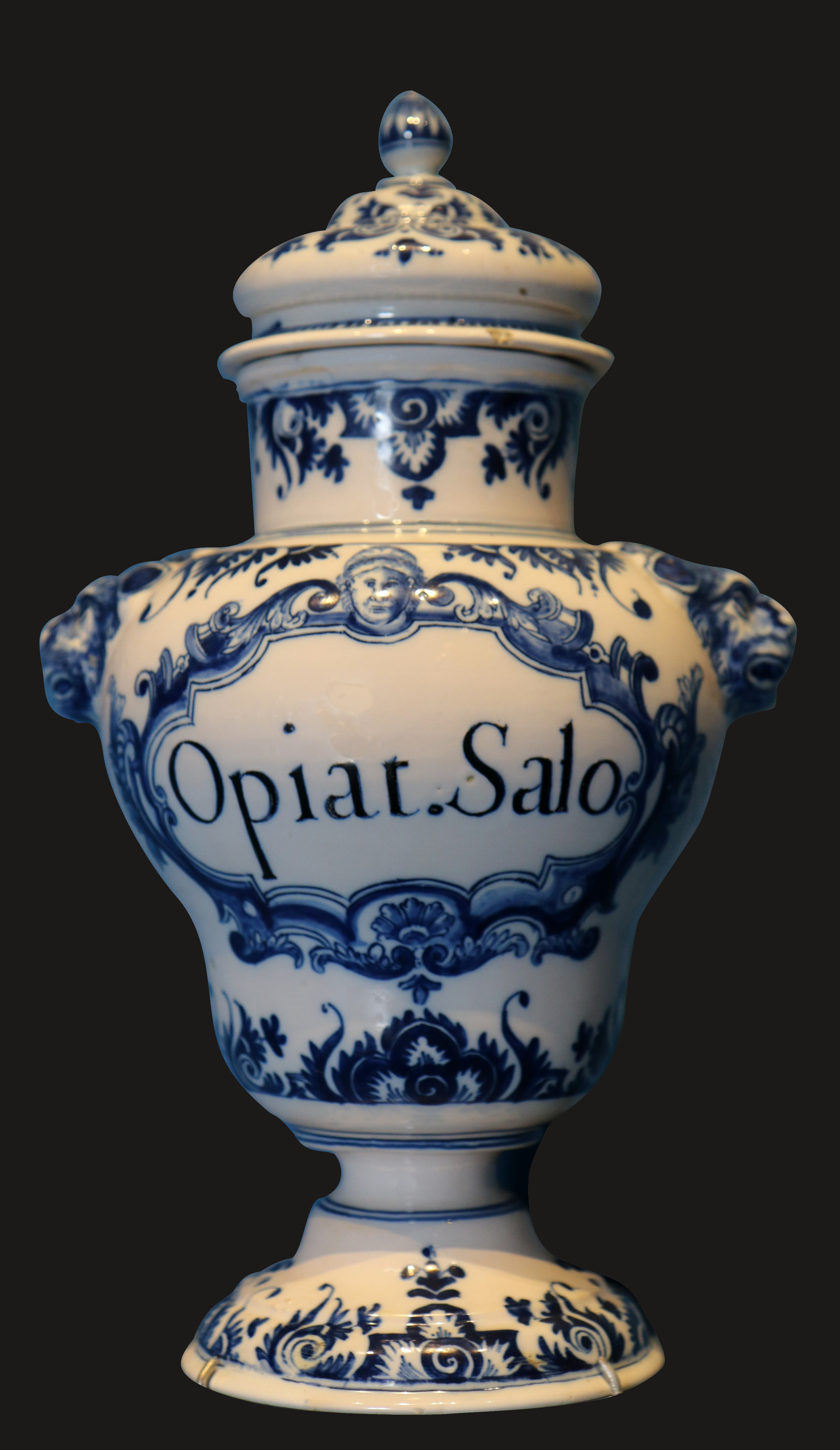
Pot à pharmecie

#### Armoiries et scènes de chasse
Ces motifs dominent la production des Clérissy. Les scènes de chasse  proviennent des œuvres d'Antonio Tempesta graveur florentin de la Renaissance. Parmi ces gravures une quinzaine furent choisies pour décorer les grands plats de chasse. Ces plats ainsi confectionnés étaient destinés à décorer les dressoirs installés dans les salles où l'on mangeait, sur lesquels les Edits Somptuaires interdisaient depuis 1689 la présence d'orfèvrerie.

Armoiries et scènes de chasse
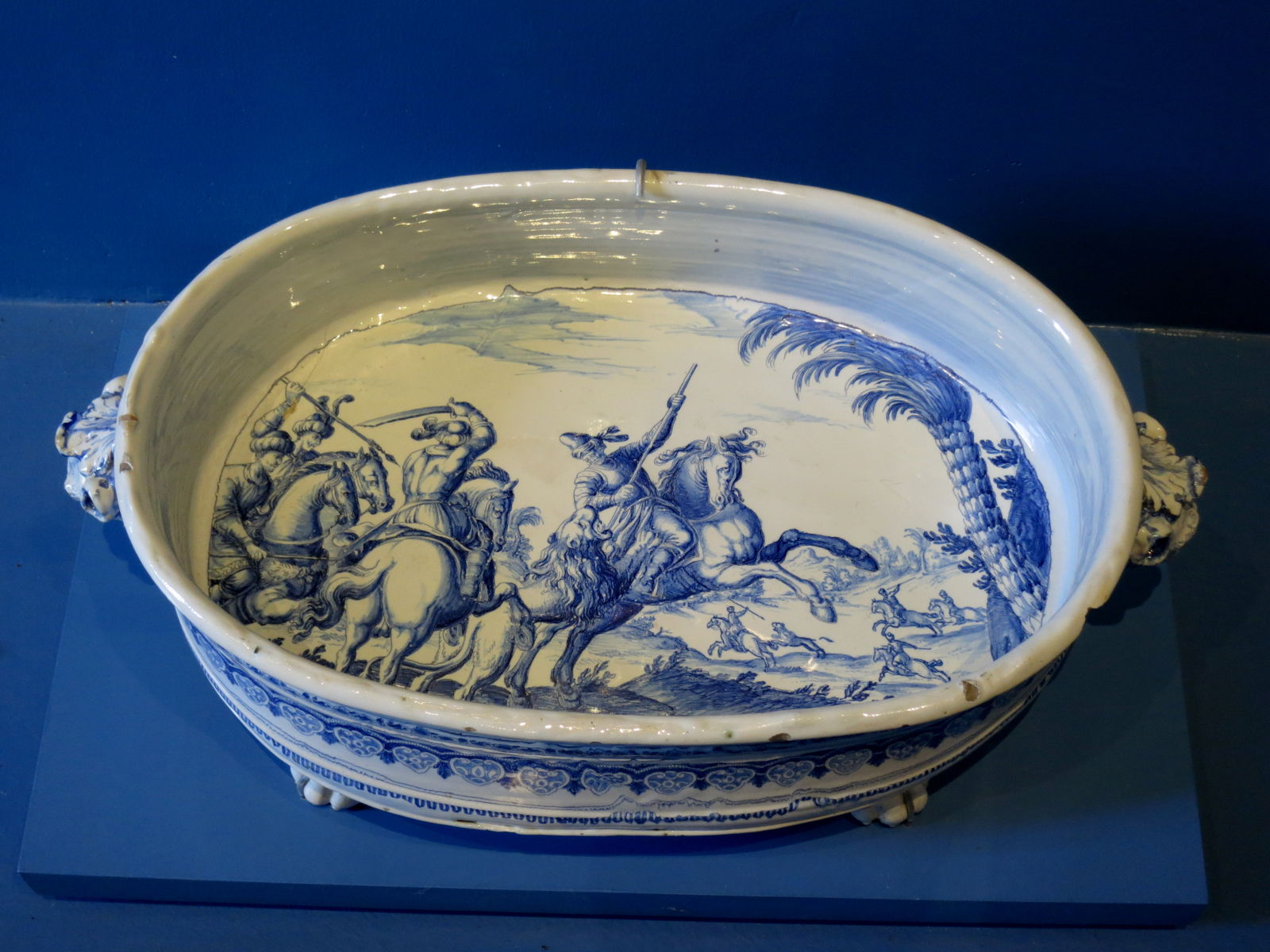
Vasque, chasse au lion.
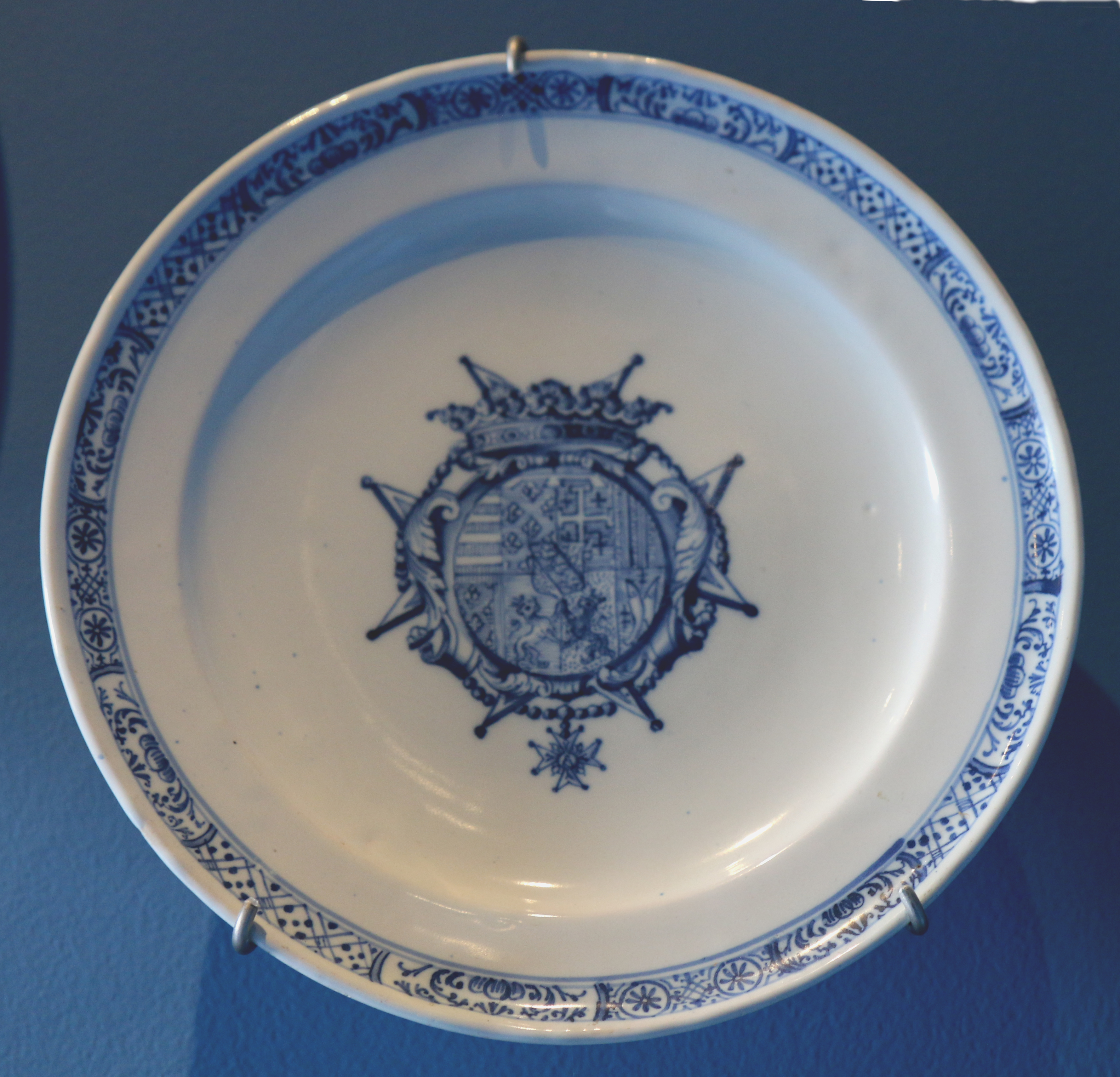
Armoiries Lorraine Harcourt
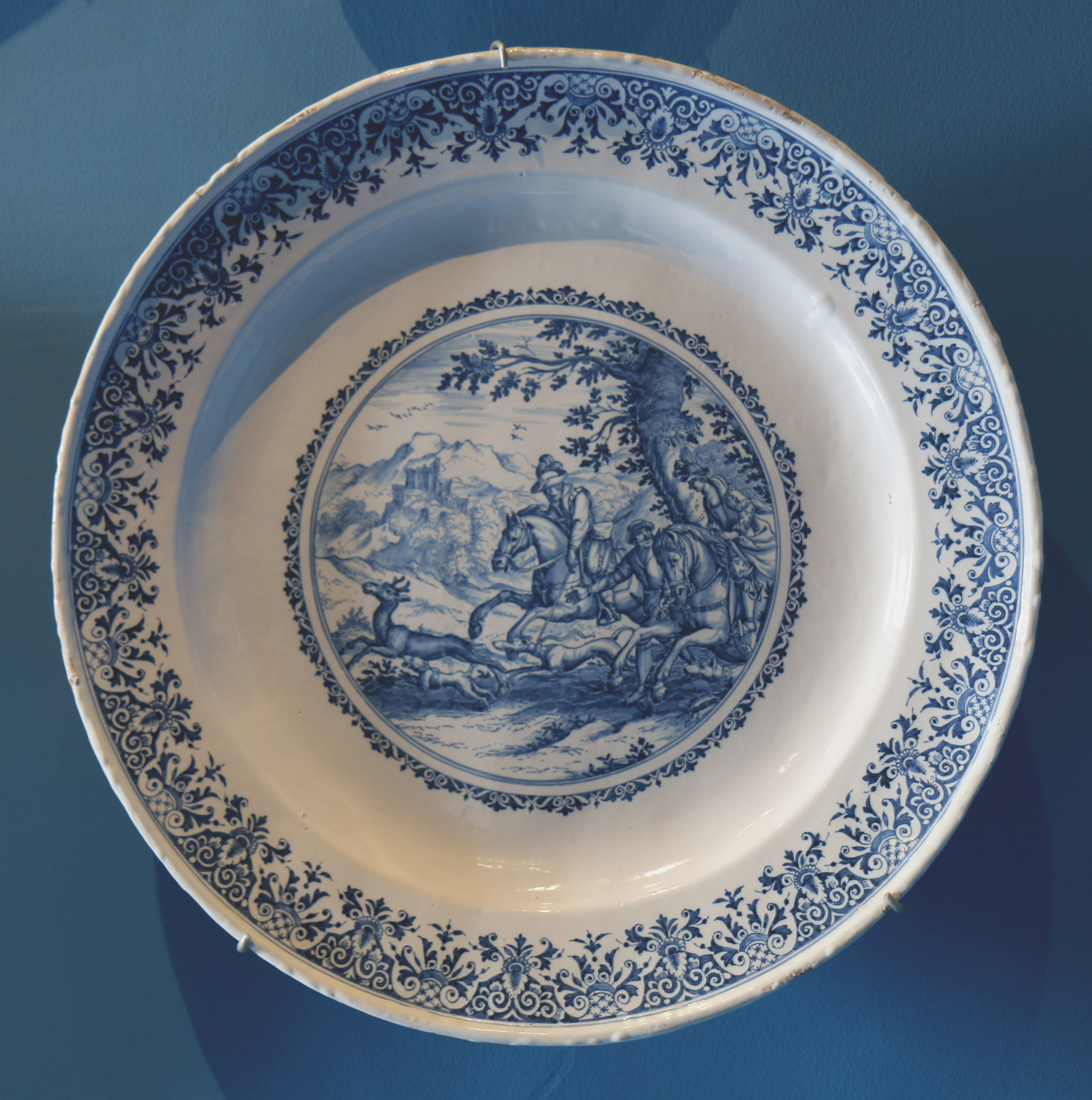
Chasse au cerf

#### Décor Bérain
Ce type de décor est inspiré des planches de l'ornementiste Jean Ier Bérain. Il se caractérise par sa symétrie autour d'une figure centrale entourée de jeux d'entrelacs, de dentelles, cariatides et grotesques. Ce décor est appliqué sur des plats, fontaines d'applique, rafraîchissoir, bassin, drageoir, porte-huilier, terrine etc.
Dans le domaine de la céramique, ce décor a connu un succès considérable non seulement en France dans les centres comme Moustiers-Sainte-Marie, Marseille, Toulouse ou Bordeaux, mais aussi à l'étranger en Italie et en Espagne.

Décor Bérain
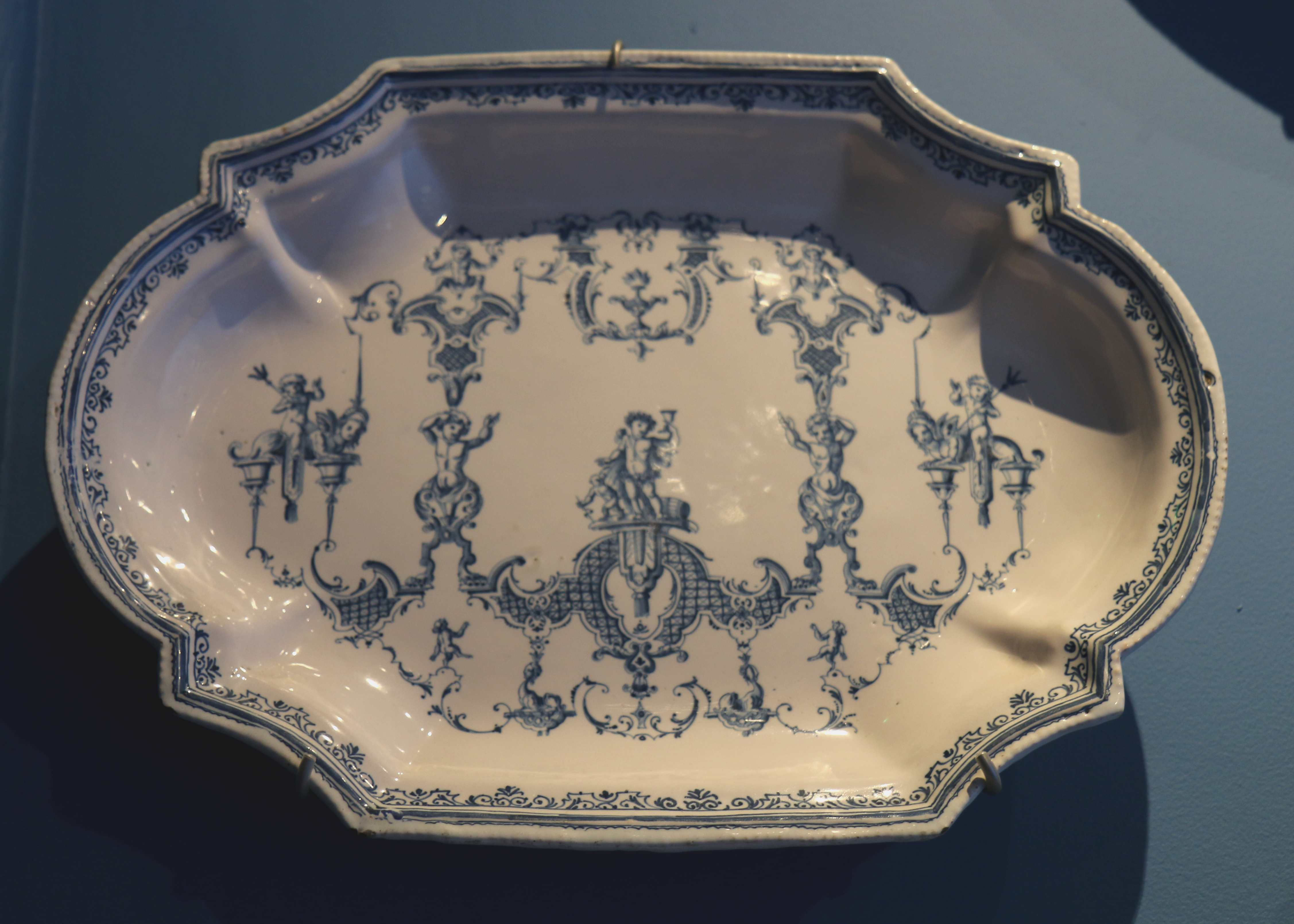
Plat oblong
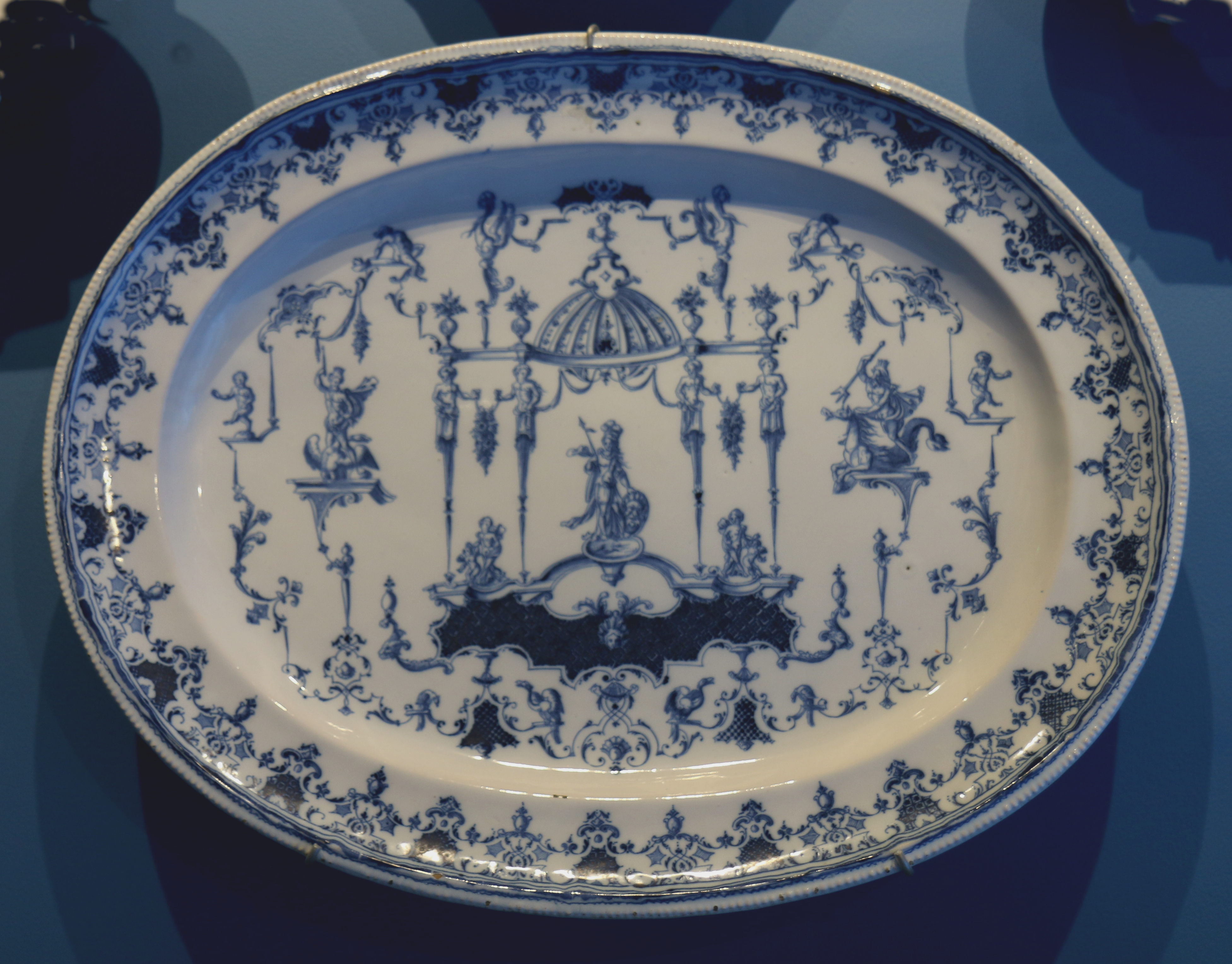
Plat ovale

### Cabinet d'un collectionneur
Le mobilier de ce cabinet a été offert au musée de Moustiers par Pierre Jourdan-Barry, grand mécène du musée ( plus de 50% des faïences exposées) en souvenir de sa grand-mère Malfada ; il fut également mécène d'autres musées, notamment celui du Musée des Arts décoratifs, de la Faïence et de la Mode de Marseille.
Les principales pièces exposées sont :
- Un plat à poisson du XVIIIe siècle dont le décor floral souligne la forme harmonieuse ; la longueur exceptionnelle de ce plat (74,8 cm) montre la maîtrise technique des ateliers de Moustiers-Sainte-Marie.
- Une bouquetière d'applique (1750-1770), de la fabrique Ferrat en faïence stannifère et décor polychrome de petit feu.
- Un surtout de table en faïence stannifère et décor en camaïeu de grand feu. Le cartouche central réalisé en polychromie représente Apollon ; il est entouré de quatre compositions symétriques en camaïeu bleu. Cet objet est percé de quatre orifices destinés à recevoir les bras de support des chandelles de cire.
- Un porte-montre daté de 1760 environ en faïence stannifère à décor de grand feu polychrome. L'orifice central destiné à recevoir la montre est entouré d'ornements montrant de part et d'autre un homme (la mort) et une femme (le temps qui passe)[M 1].
- Une fontaine couverte accompagnée d'un bassin. Le médaillon central de cette fontaine représente Orphée charmant les animaux. Le bassin quadripode est pourvu de prises latérales en forme de mufle de lion. Le médaillon du bassin représente le retour de chasse de Diane accompagnée de ses servantes et de ses chiens.

Cabinet d'un collectionneur
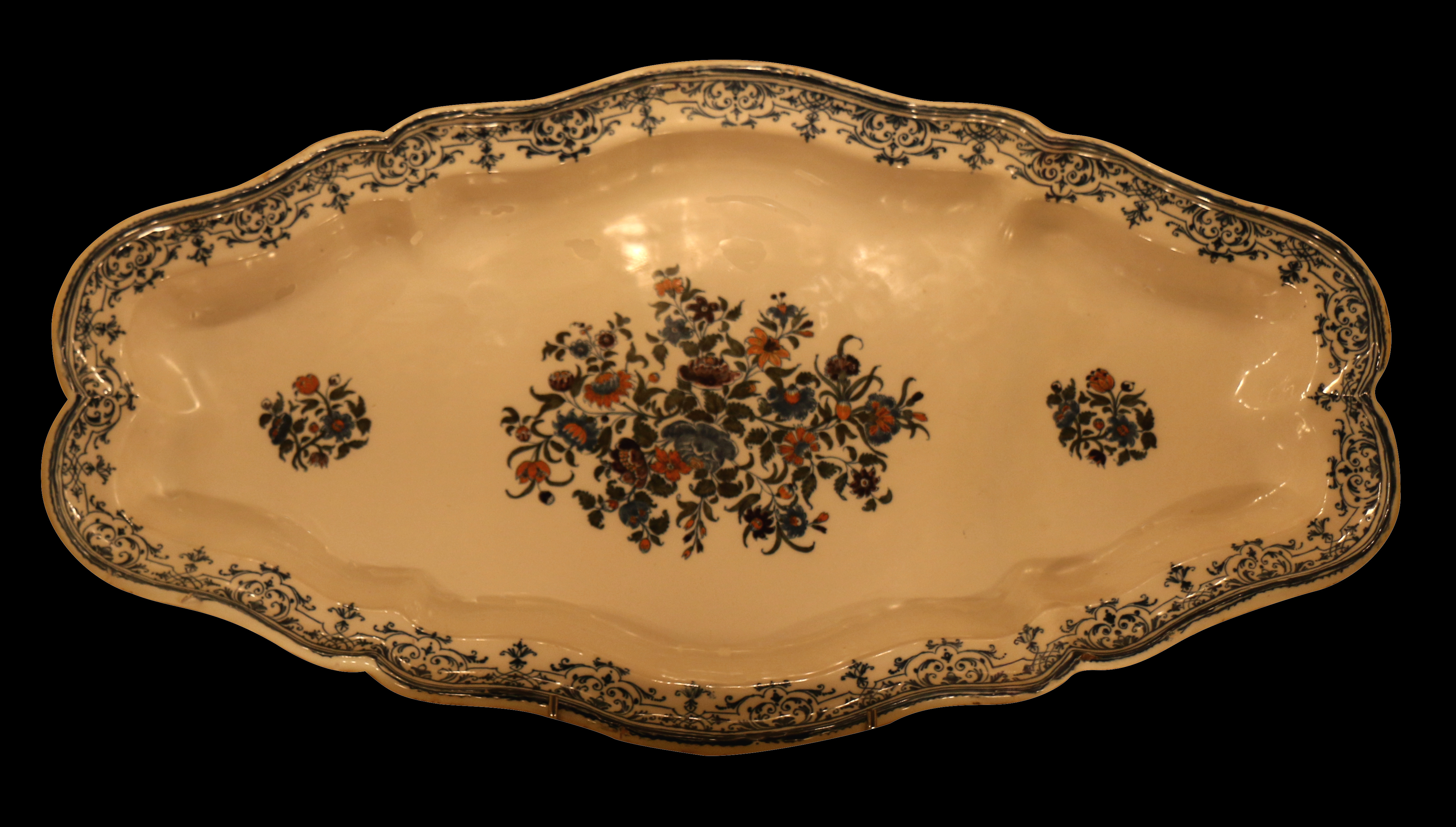
Plat oblong à poisson
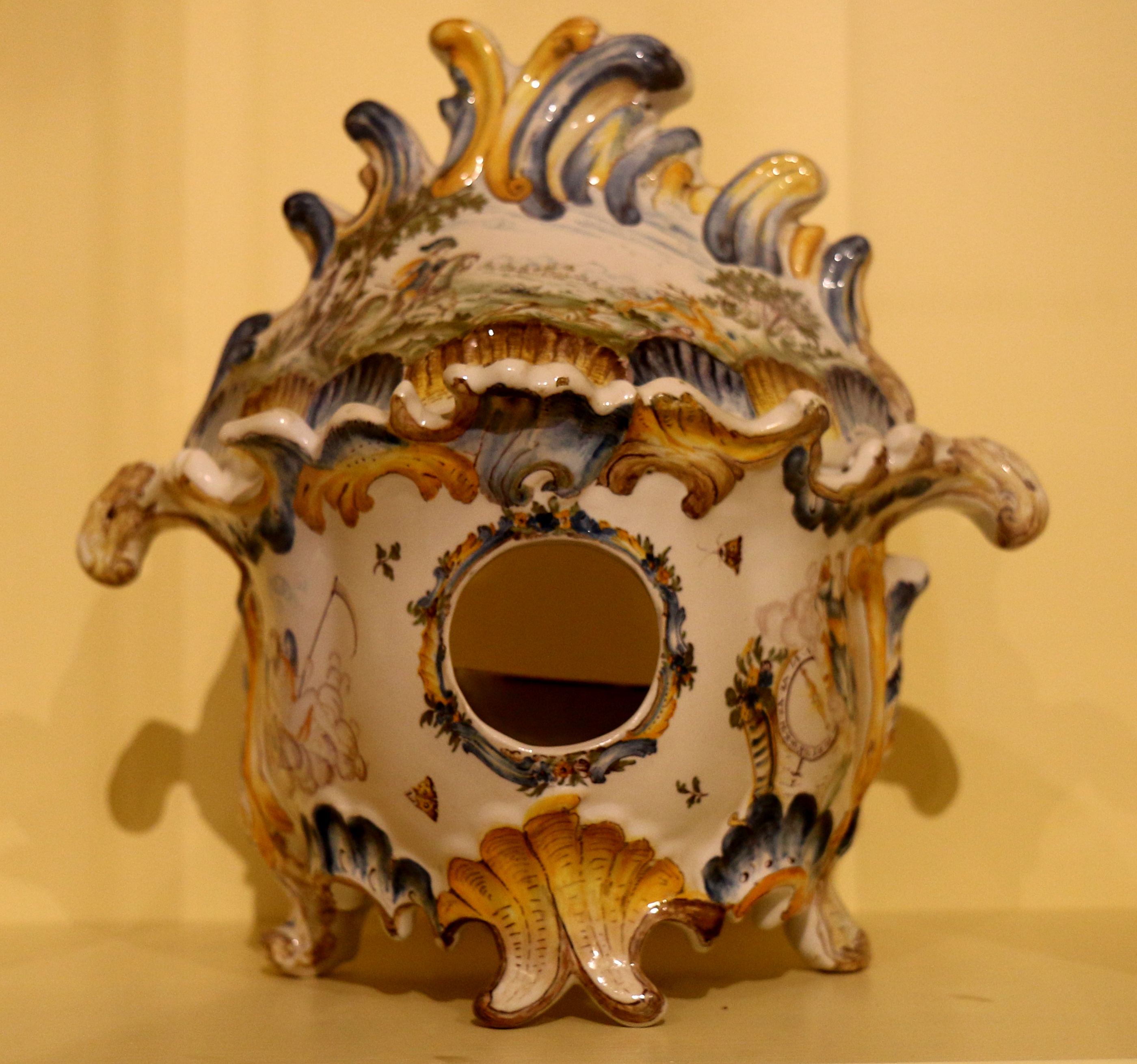
Porte-montre
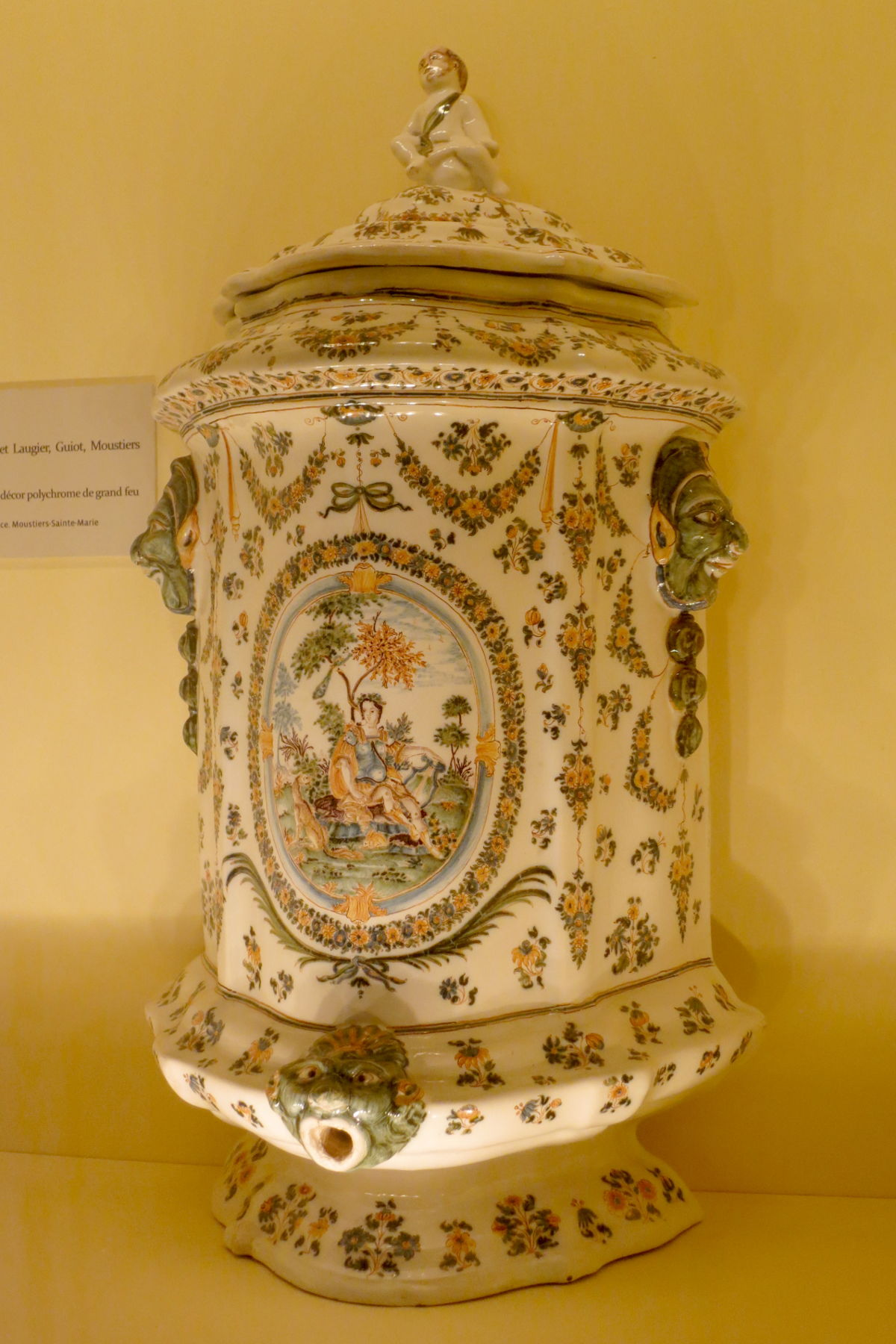
Fontaine couverte

### Salle verte des décors à guirlandes
Les guirlandes sont constituées par la répétition d'arcs de cercle formés d'un enchaînement de fleurs, de feuillages ou de branchages. Elles encadrent généralement une composition centrale représentant une scène mythologique.
Les pièces exposées sont :
- Plateau circulaire de la fabrique Olérys et Laugier vers 1750, faïence stannifère à décor de grand feu. Les guirlandes et le galon entourant le médaillon sont en camaïeu ocre. La scène mythologique au centre de la pièce représente le Triomphe de l'Amour : on peut lire sur un drapeau porté par un ange Omnia Vincit Amor (L'amour triomphe de tout)[M 2].
- Assiette circulaire attribuée à la fabrique Fouque et Pelloquin, vers 1750, en faïence stannifère à décor polychrome de grand feu. Le médaillon central représente les trois Grâces.
- Assiette octogonale de la fabrique Olérys et Laugier vers 1750, en faïence stannifère polychrome de grand feu. Le motif centrale est une simple représentation de Bacchus enfant.
- Assiette circulaire à huit accolades de la fabrique Clérissy. Le médaillon central représente la fuite de Daphné qui refuse de céder aux avances d'Apollon et qui est métamorphosée en laurier[M 3].
- Une tasse et sa soucoupe ainsi qu'un bassin de la fabrique Olérys et Laugier vers 1740.
- Une assiette octogonale de la fabrique Olérys et Laugier (1742-1749) avec les armoiries Berthelot.
- Rafraîchissoirs à verre de la fabrique Clérissy

Le décor à guirlandes
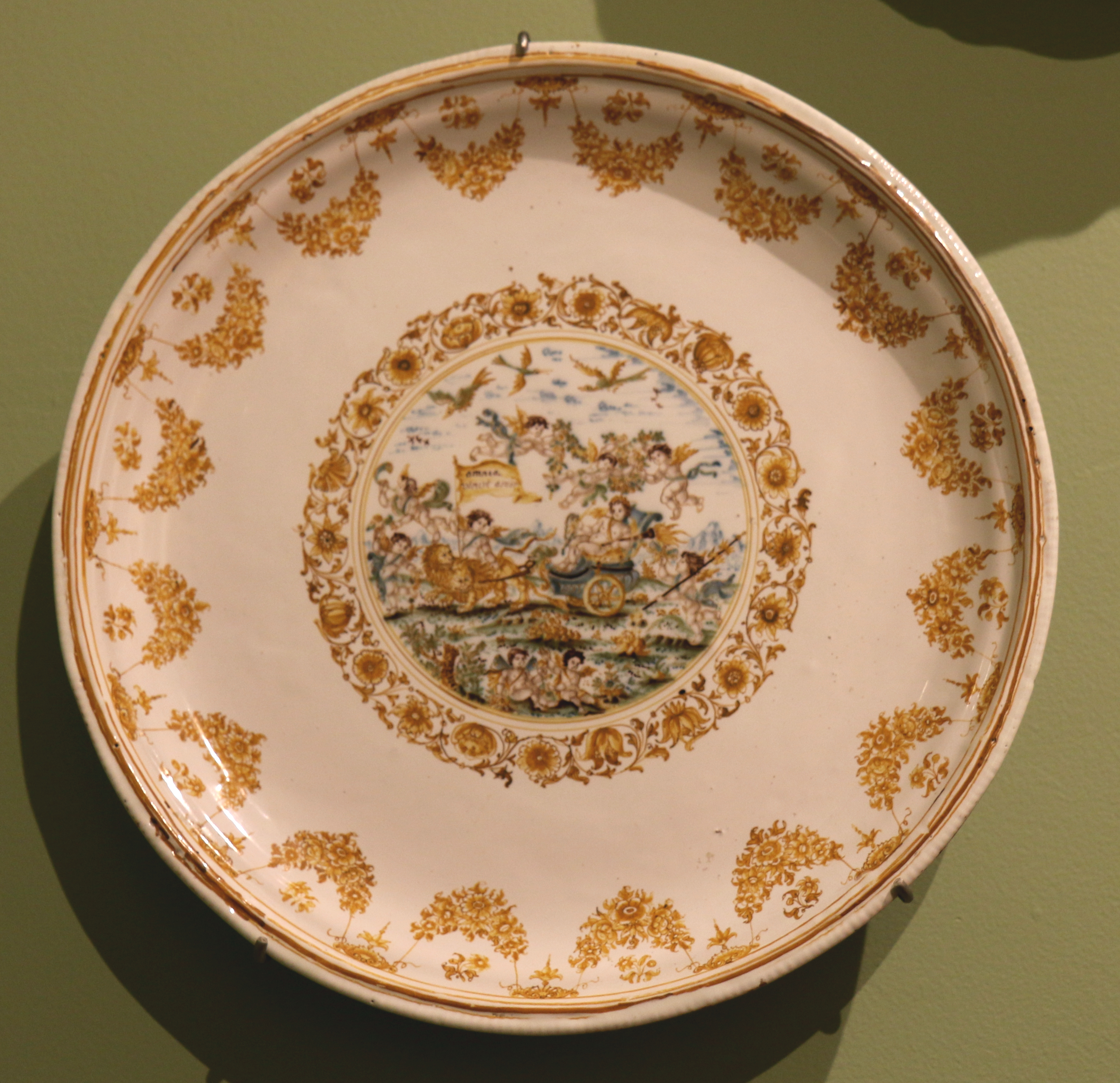
Plateau, triomphe de l'amour.
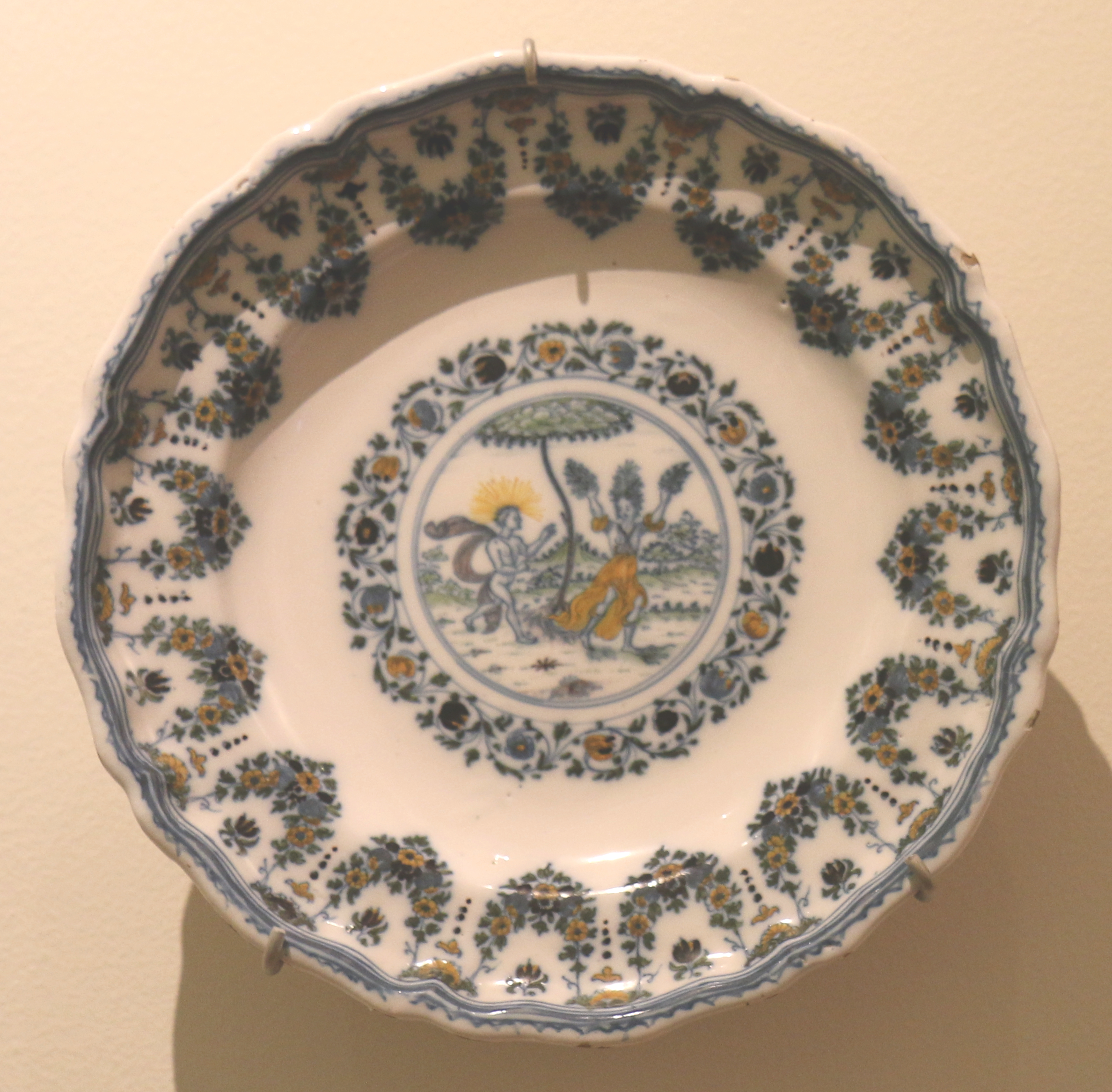
Assiette circulaire, Apollon et Daphné.
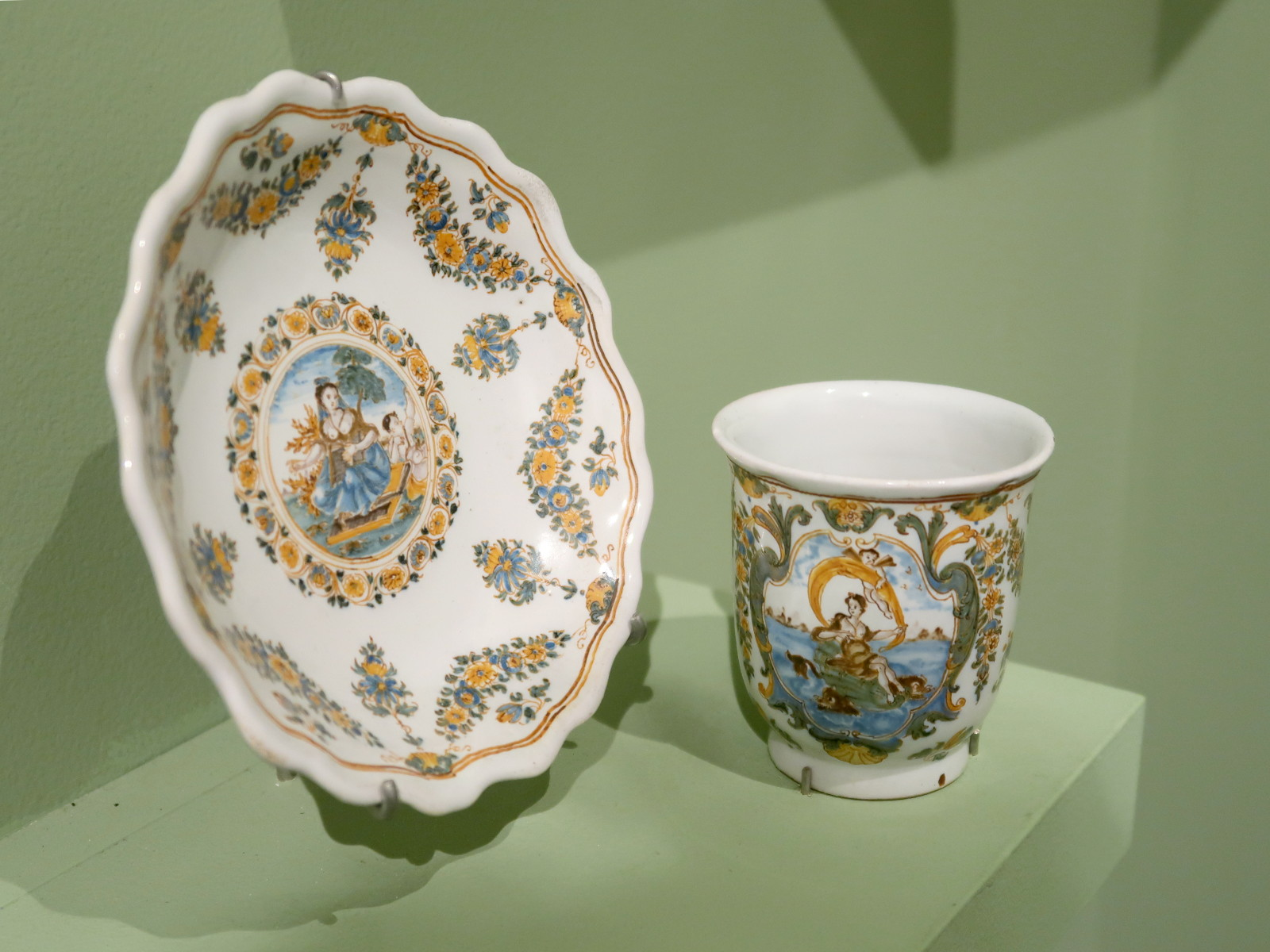
Tasse et soucoupe
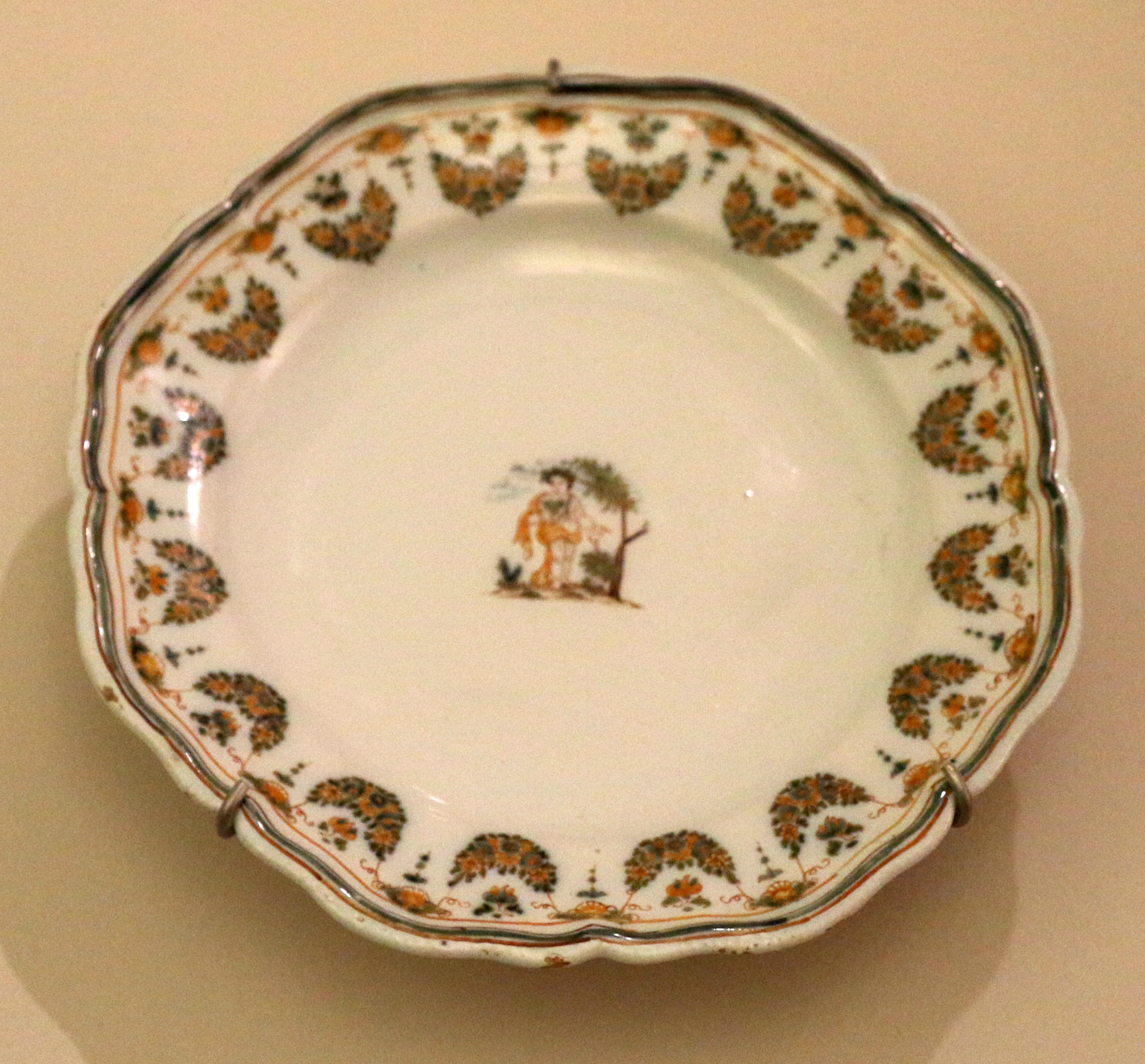
Assiette octogonale
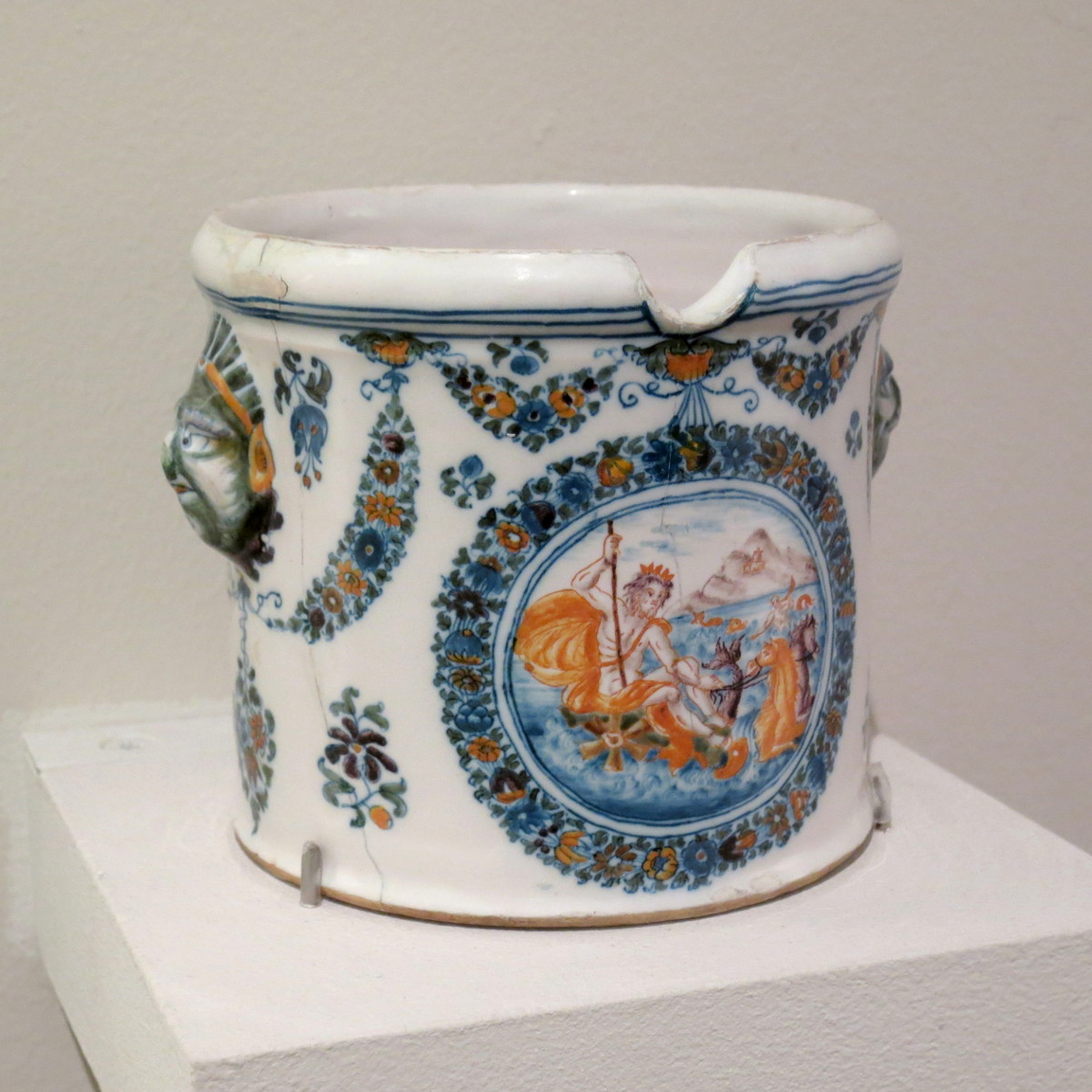
Rafraîchissoir à verre

### Salle des décors aux grotesques
Le décor aux grotesques se compose de petites figures finement dessinées reposant sur des terrasses disposées de façon asymétrique. Les espaces libres sont remplis de feuillages ou de massifs végétaux. Ce décor aux grotesques aurait été importé d'Alcora, créé par Joseph Olérys.
Les principales pièces exposées sont :
- Plat oblong de la fabrique Olérys et Laugier, peint par Jean-Baptiste Salomé dit Salomé Cadet vers 1750 ; faïence stannifère, décor en camaïeu ocre de grand feu polychrome. Au centre de ce plat se trouve un personnage en pied richement vêtu. Il est entouré d'un décor fantastique avec un oiseau à trois têtes, un singe emplumé portant un perroquet, un homme combattant un dragon, un papillon géant etc. Les ailes du plat contrastent avec cette exubérance par la sage ordonnance de sa composition végétale[M 4].
- Assiette circulaire en faïence stannifère de grand feu avec un décor floral sur les ailes et au centre trois personnages.
- Plat oblong de la fabrique Olérys et Laugier, en camaïeu vert de grand feu. Les ailes de ce plat sont décorées de fleurs. Au centre figurent insectes et oiseaux avec deux groupes de personnages : une femme et un enfant ainsi qu'un pèlerin.

Décor aux grotesques
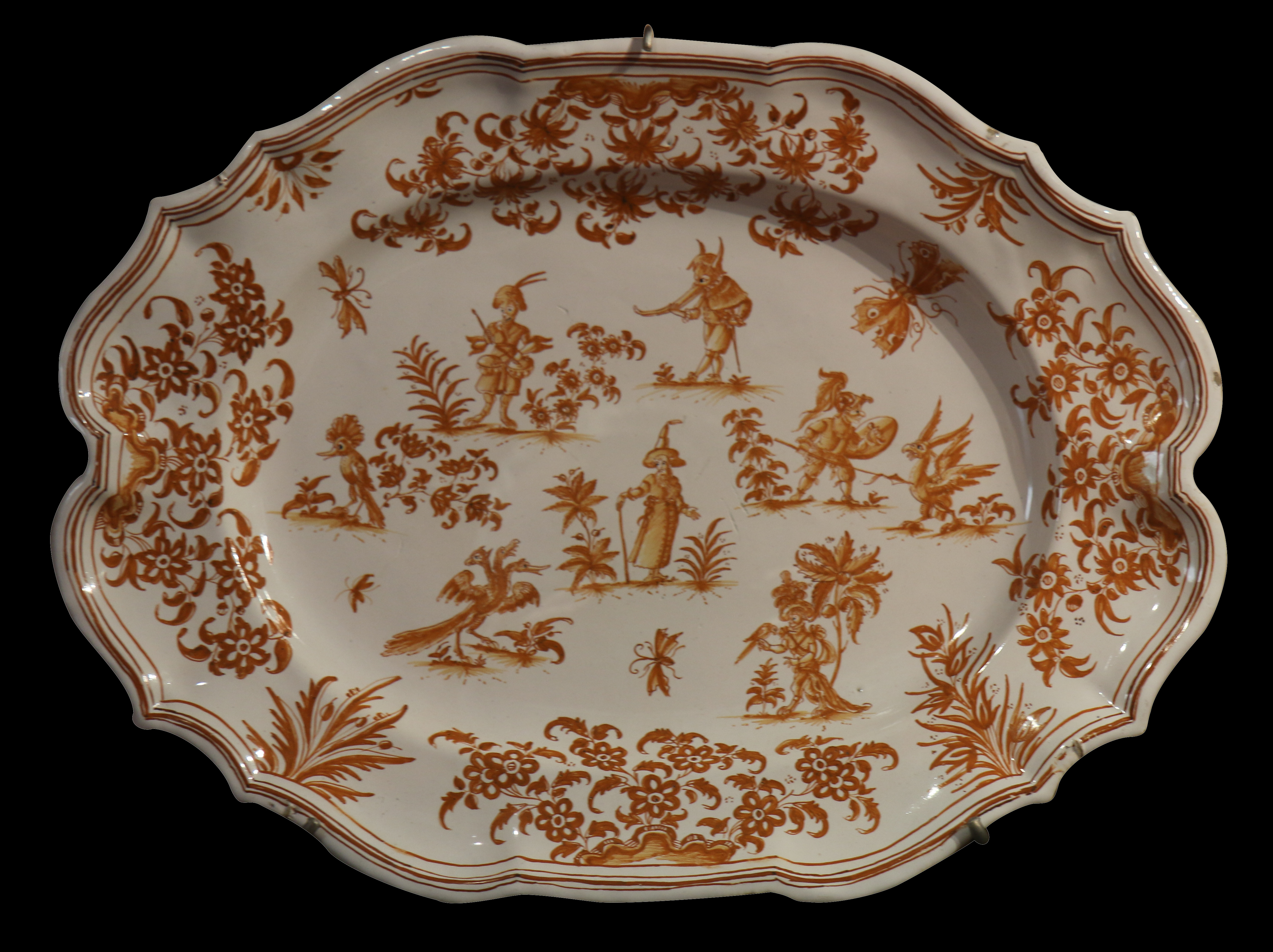
Plat oblong, Olérys et Laugier, camaïeu ocre.
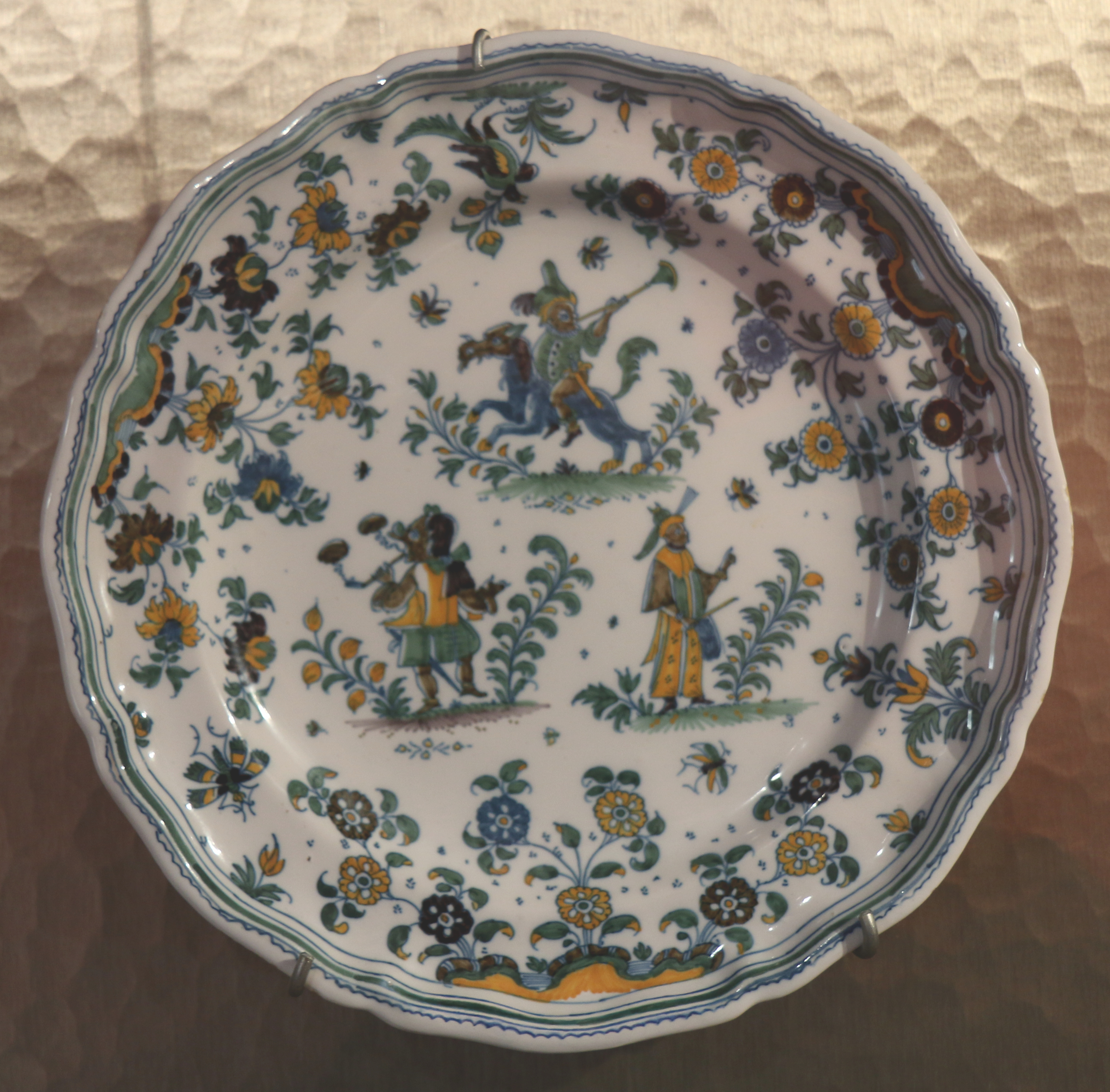
Assiette circulaire, décor polychrome de grand feu
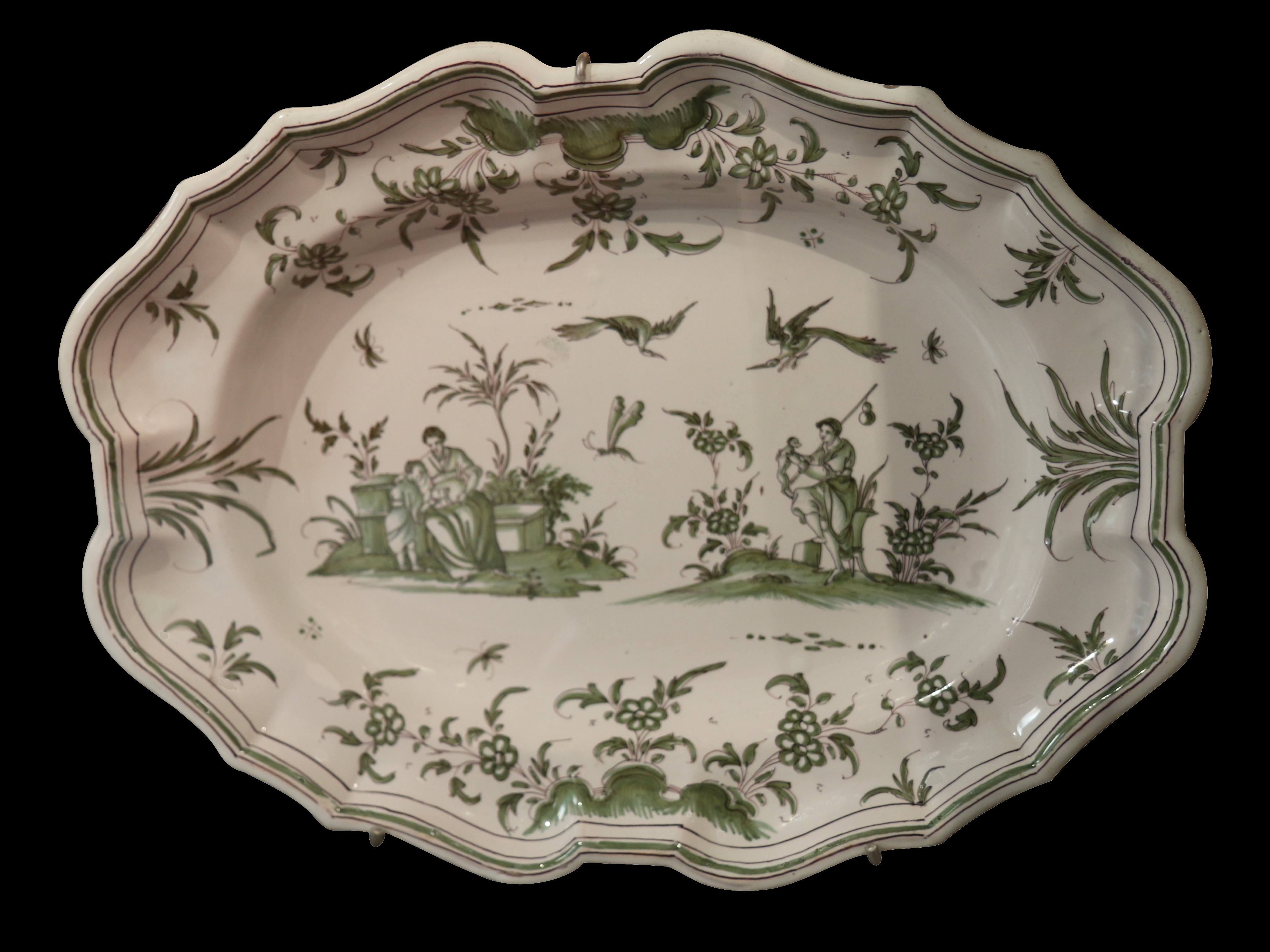
Plat oblong, Olérys et Laugier, camaïeu

### Salle rose: Faïence de la2emoitié duXVIIIesiècle et duXIXesiècle
Après passage par une cour intérieure, le visiteur accède à une grande salle où sont exposées les faïences de la deuxième moitié du XVIIIe siècle et du XIXe siècle. Bien qu'à partir de la fin du XVIIIe siècle la production de la faïence ait commencé à décliner, les pièces réalisées durant cette période restent de qualité, notamment avec l'emploi de la technique du  feu de réverbère.

#### Décor chinois
Les décors d'inspiration chinoise ont d'abord été utilisés vers 1730-1740 en camaïeu bleu. À partir de 1760 ils sont de nouveau utilisés mais avec le technique du feu de réverbère. Ils s'inspirent surtout de l'œuvre de Jean Pillement, peintre et aquafortiste français. On les trouve sur assiettes, cruches, bouillons etc.

Décor chinois
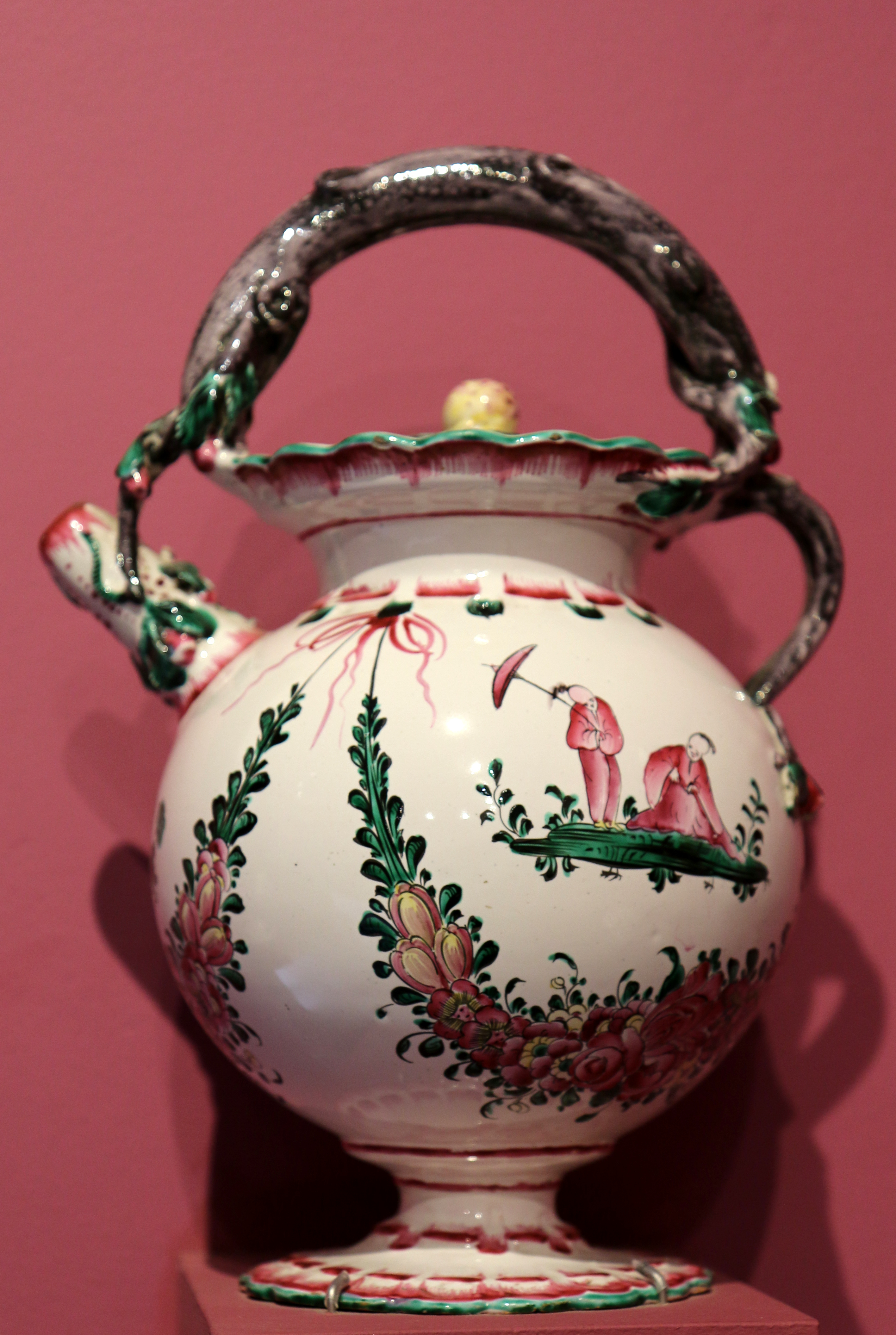
Cruche couvert
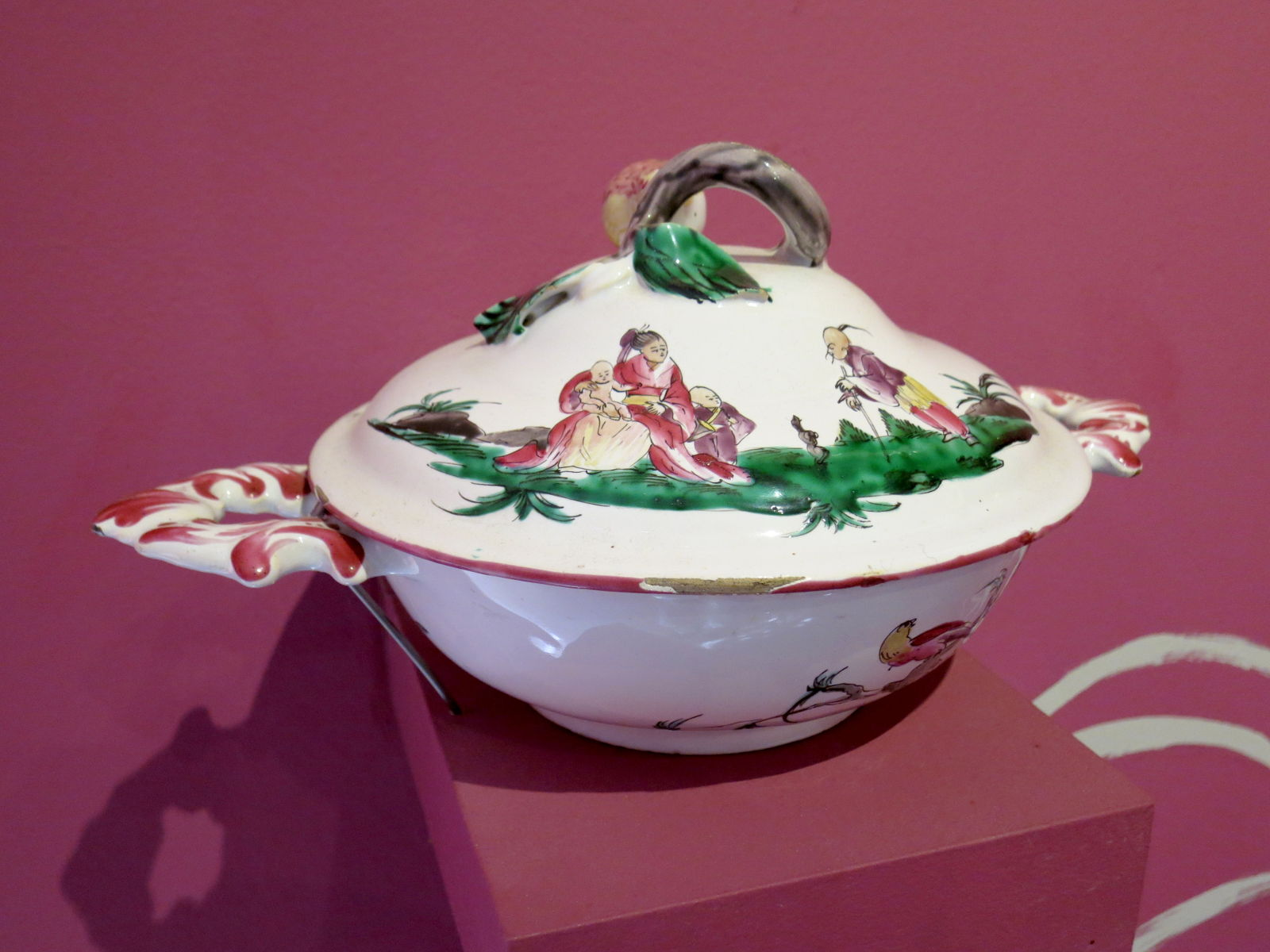
Ecuelle couverte
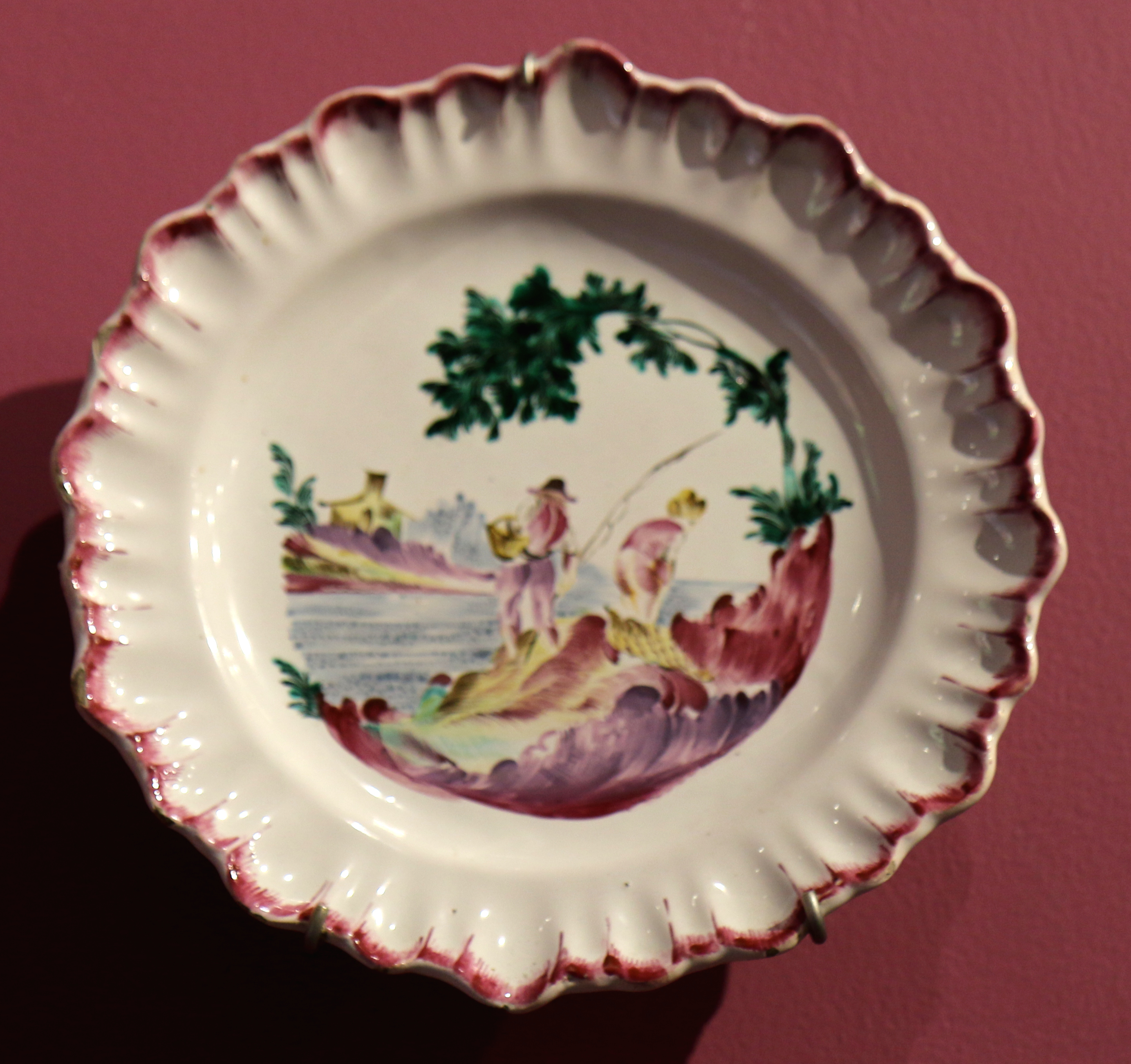
Assiette contournée

#### Décor aux perroquets
Au XVIIIe siècle un engouement se développe pour les animaux exotiques comme les perroquets. Ces oiseaux étaient recherchés pour la beauté de leur plumage et leur facilité d'élocution car ils peuvent apprendre des phrases entières. Ce type de décor est une spécialité de la fabrique Fouque qui en produit jusqu'en en 1846.

Décor aux perroquets
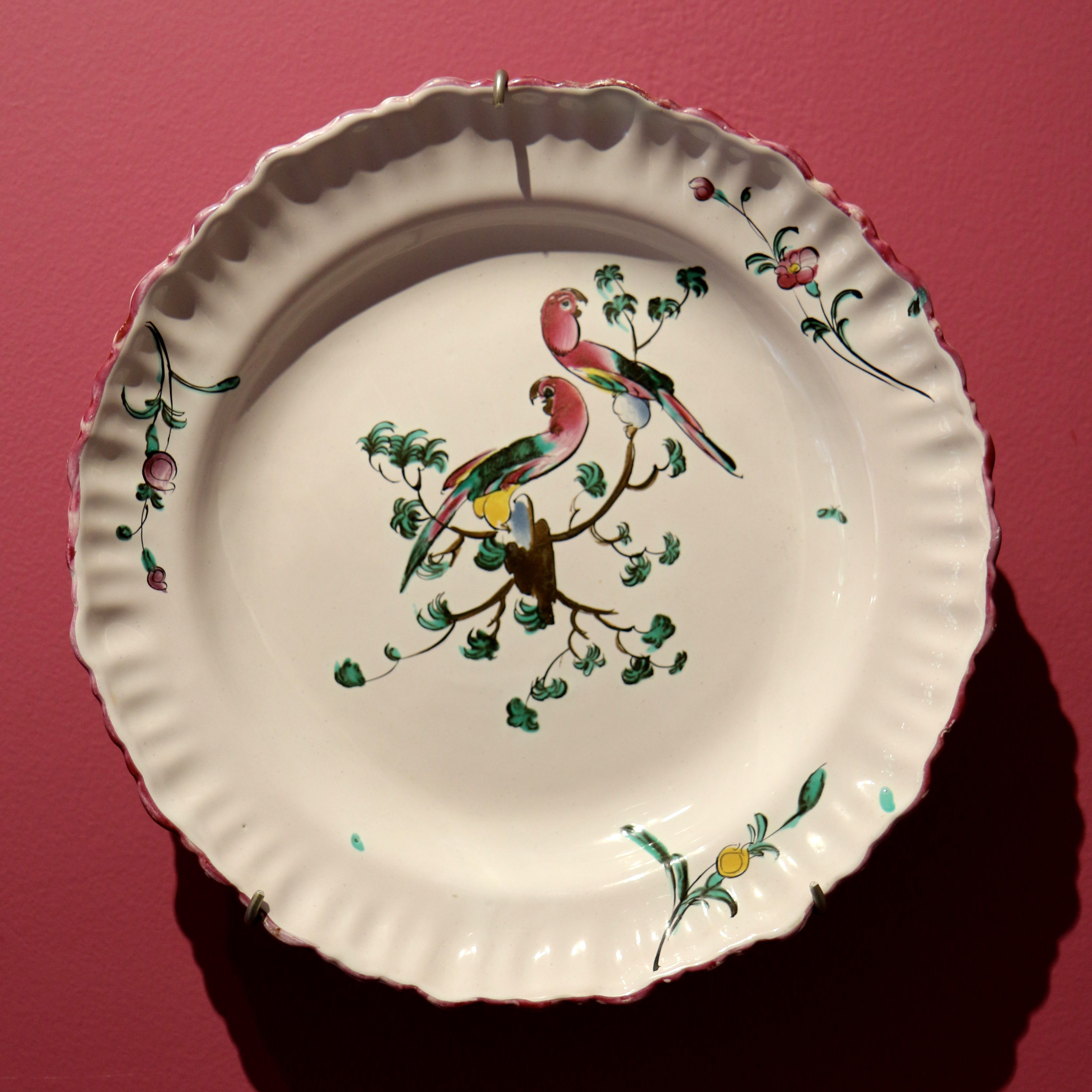
Plat circulaire
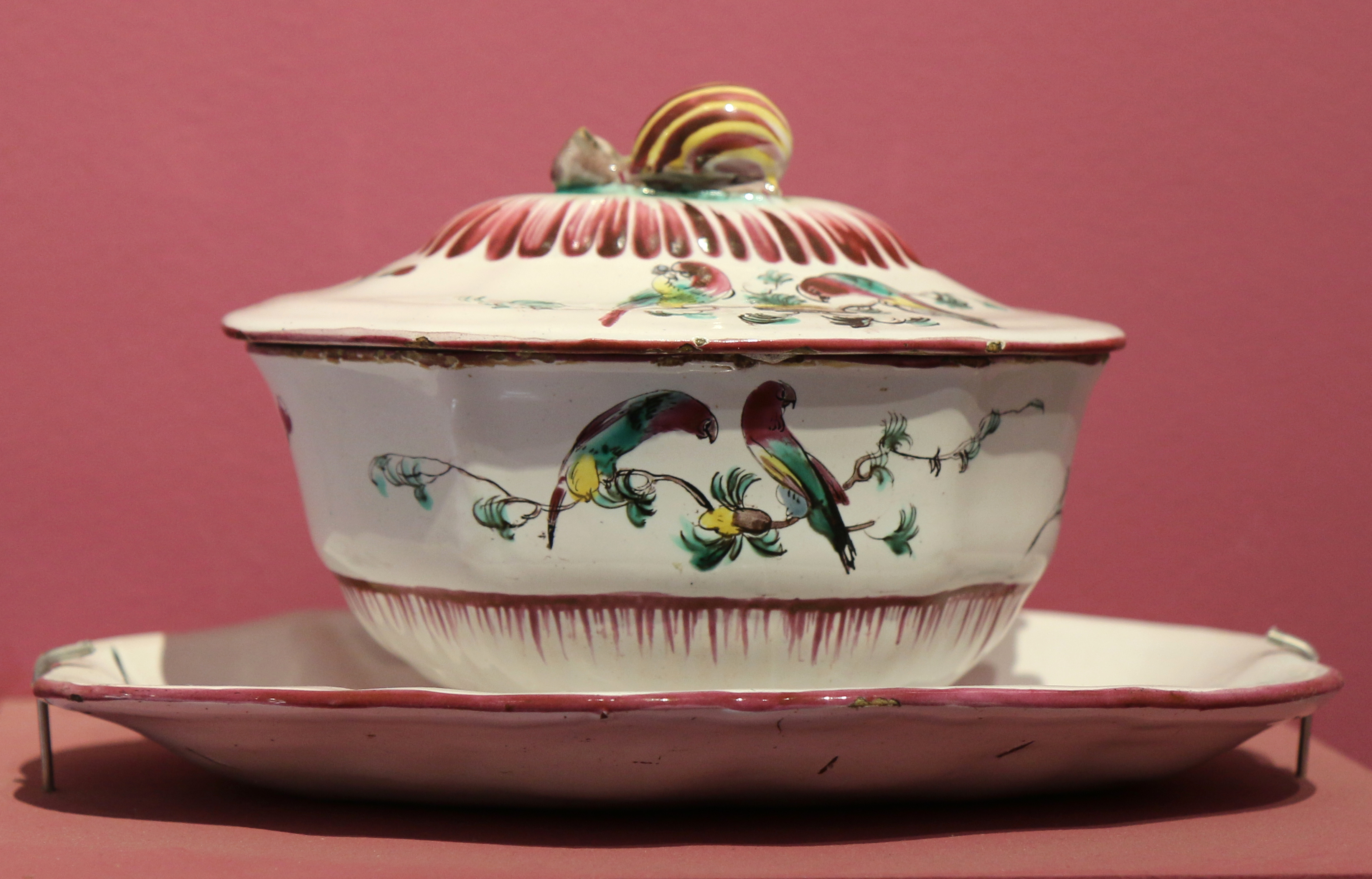
Sucrier et plateau
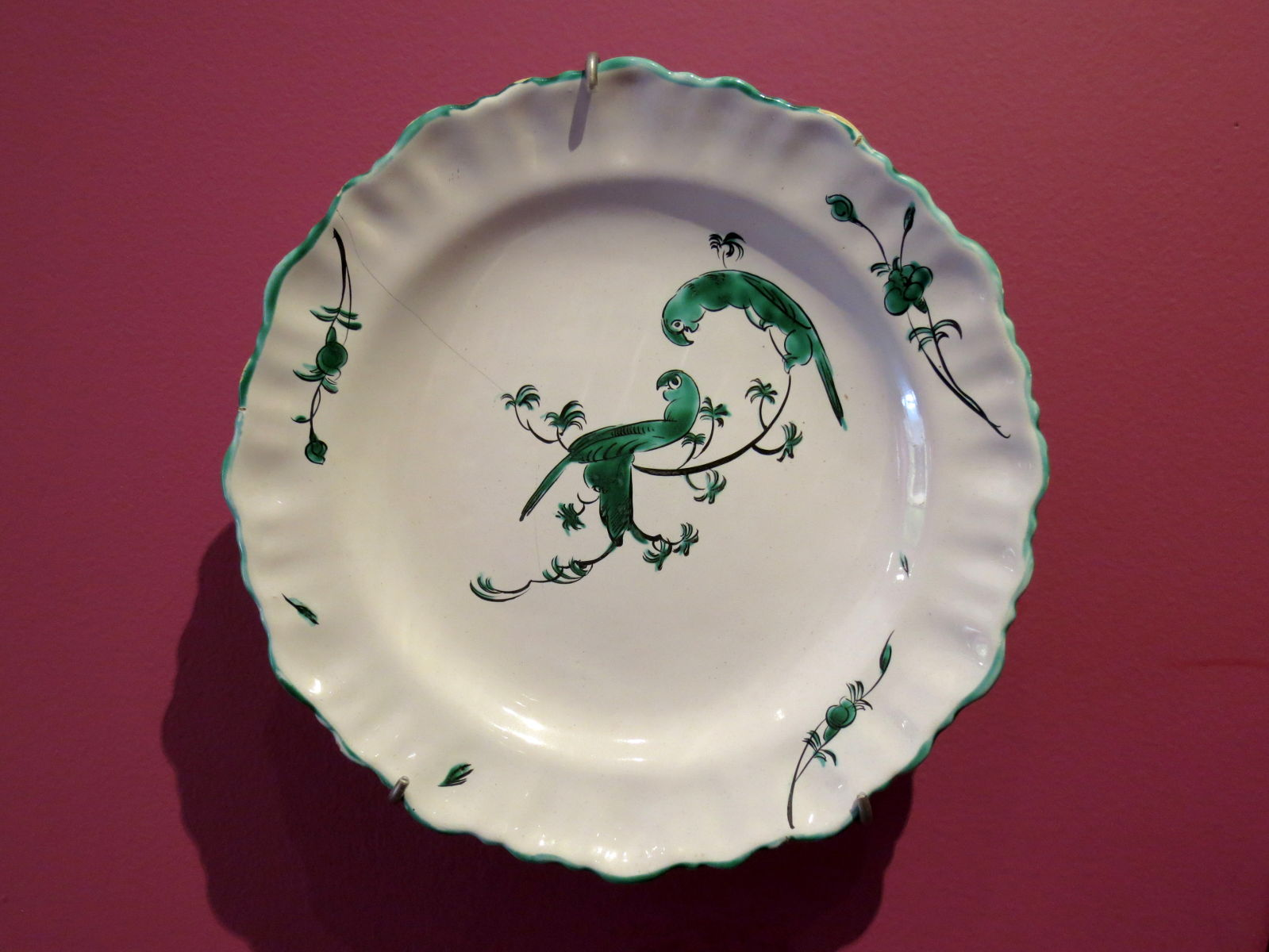
Assiette

#### Décor floral
La fleur est présente dans de nombreux décors de céramique ou porcelaine. Les faïences de Moustiers n'ont pas dérogé à cette règle. De nombreuses variétés de fleurs sont représentées mais de façon évocatrice où il ne faut rechercher aucune exactitude de botaniste, mais l'influence des faïences de l'est de la France.
Une place particulière doit être faite à la famille des solanaceae qui comporte de nombreuses variétés : alimentaires avec le la pomme de terre, ornementales avec le pétunia, ou toxiques avec la jusquiame. Ce type à fleur de solanaceae a été probablement produit pour la première fois par la fabrique d'Alcora (Espagne) et introduite en Provence par Joseph Olerys.
Les tulipes ont été également largement représentées. Cet engouement fait suite à une "tulipomania" qui sévit surtout de 1634 à 1637 : les amateurs se disputaient à des prix fabuleux  les bulbes notamment les variétés Vice-Roi et Semper-Augustus. L'origine de cette mode s'explique par la nouveauté de cette culture à cette époque et la très grande variété des couleurs obtenues par les jardiniers.

Décor floral
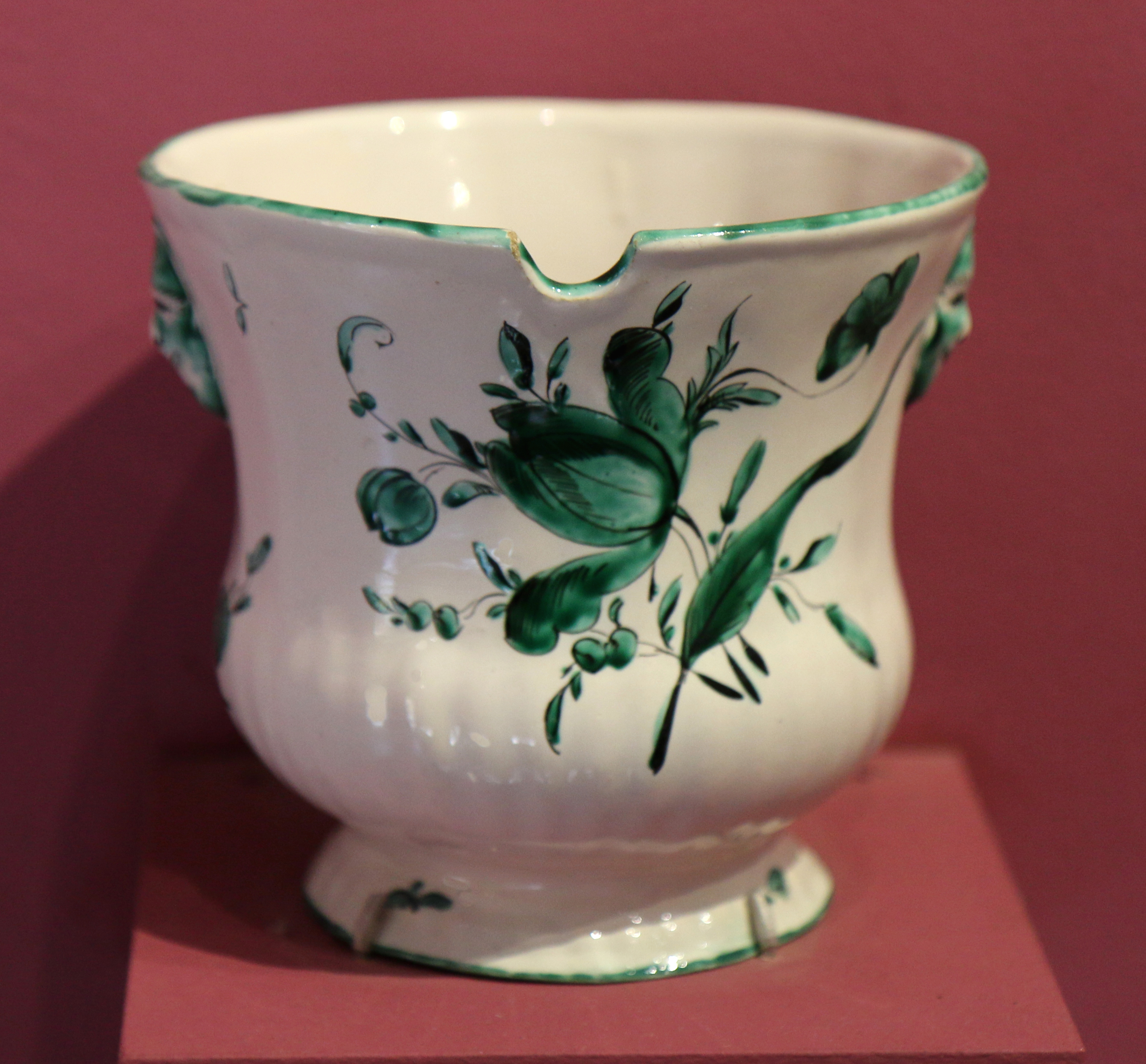
Rafraîchissoir à verres, camaïeu vert de petit feu, Fabrique Ferrat
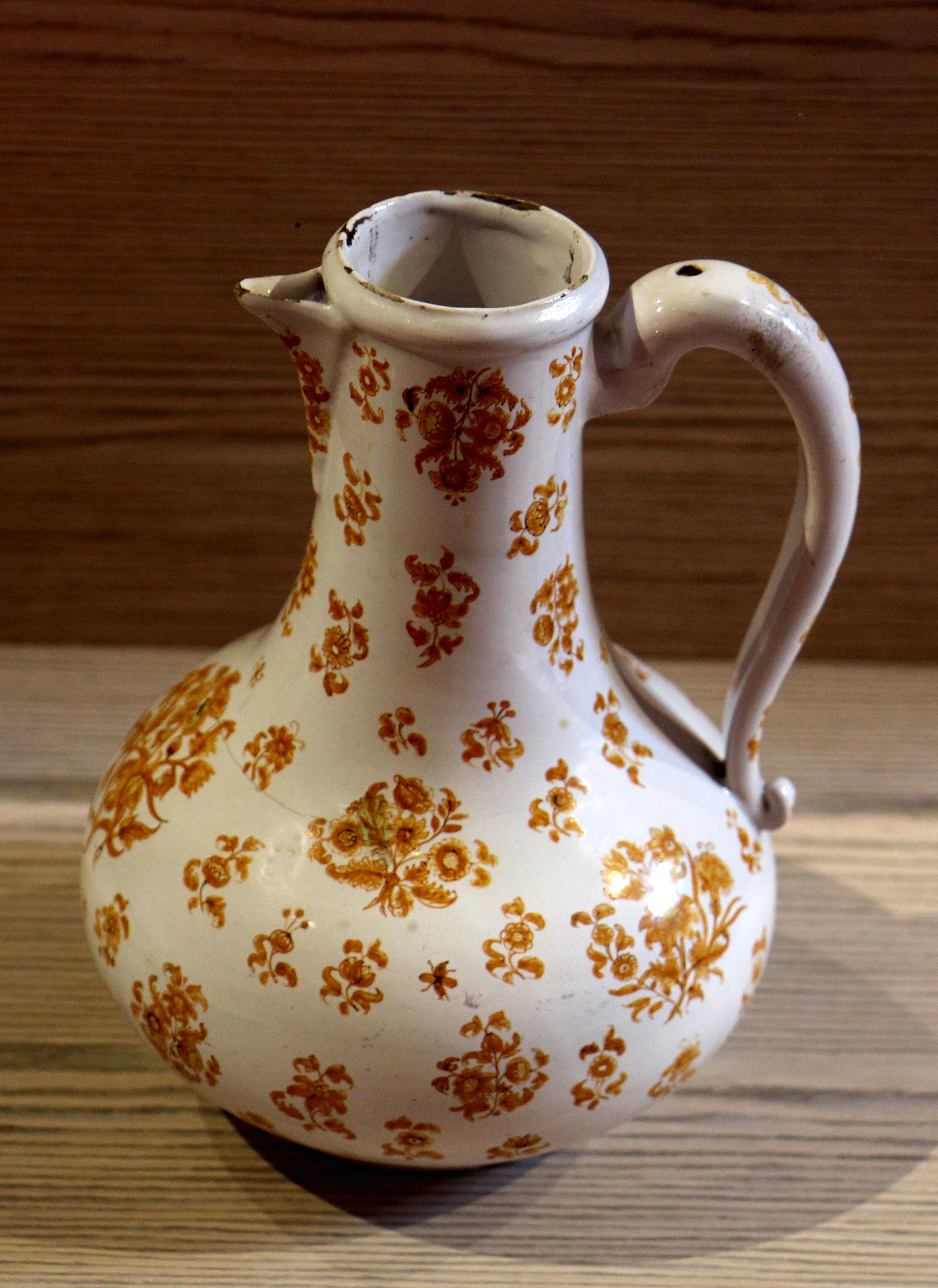
Aiguière, décor de solanaceae, camaïeu de grand feu
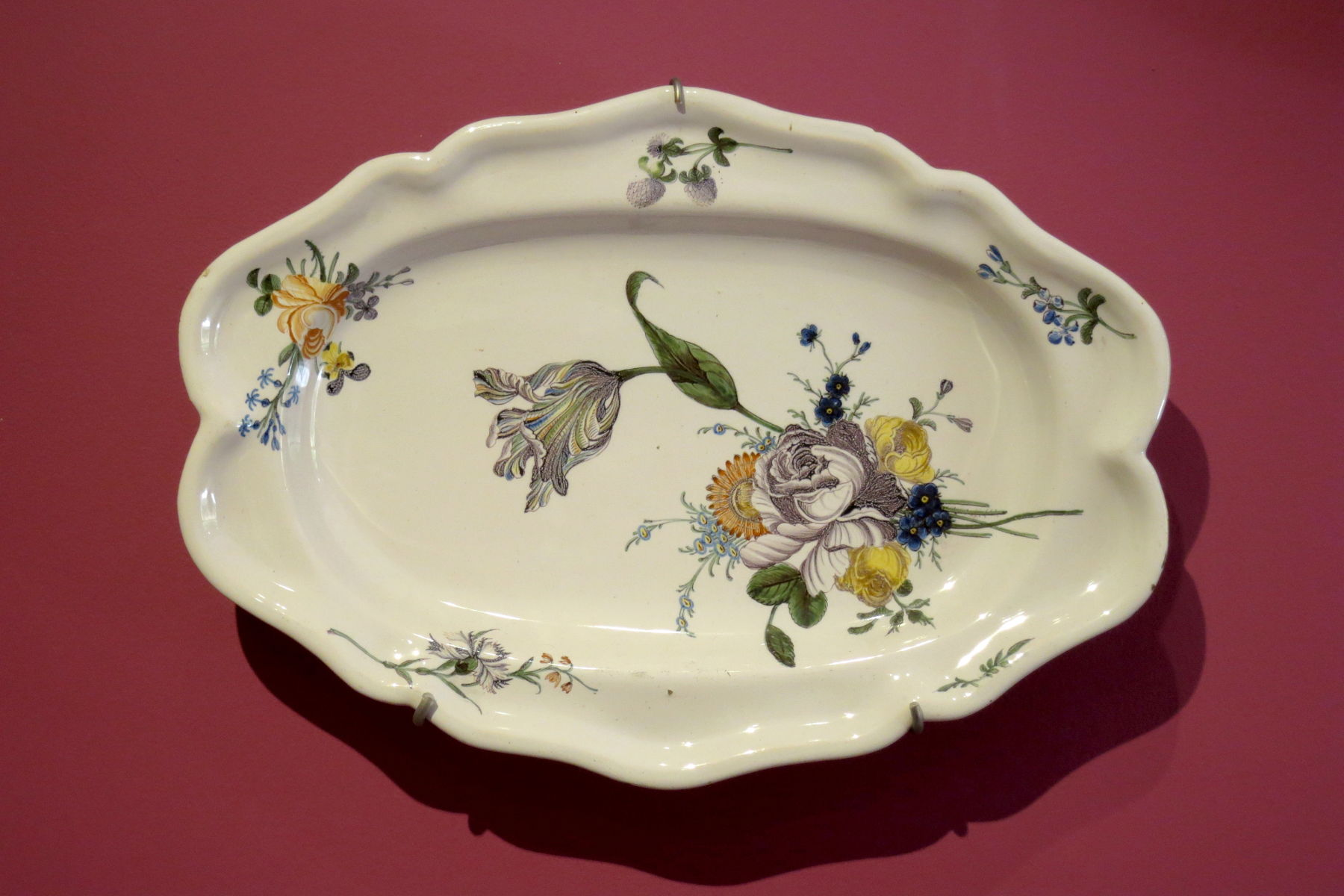
Plat oblong, tulipes camaïeu de grand feu

#### Décor aux drapeaux

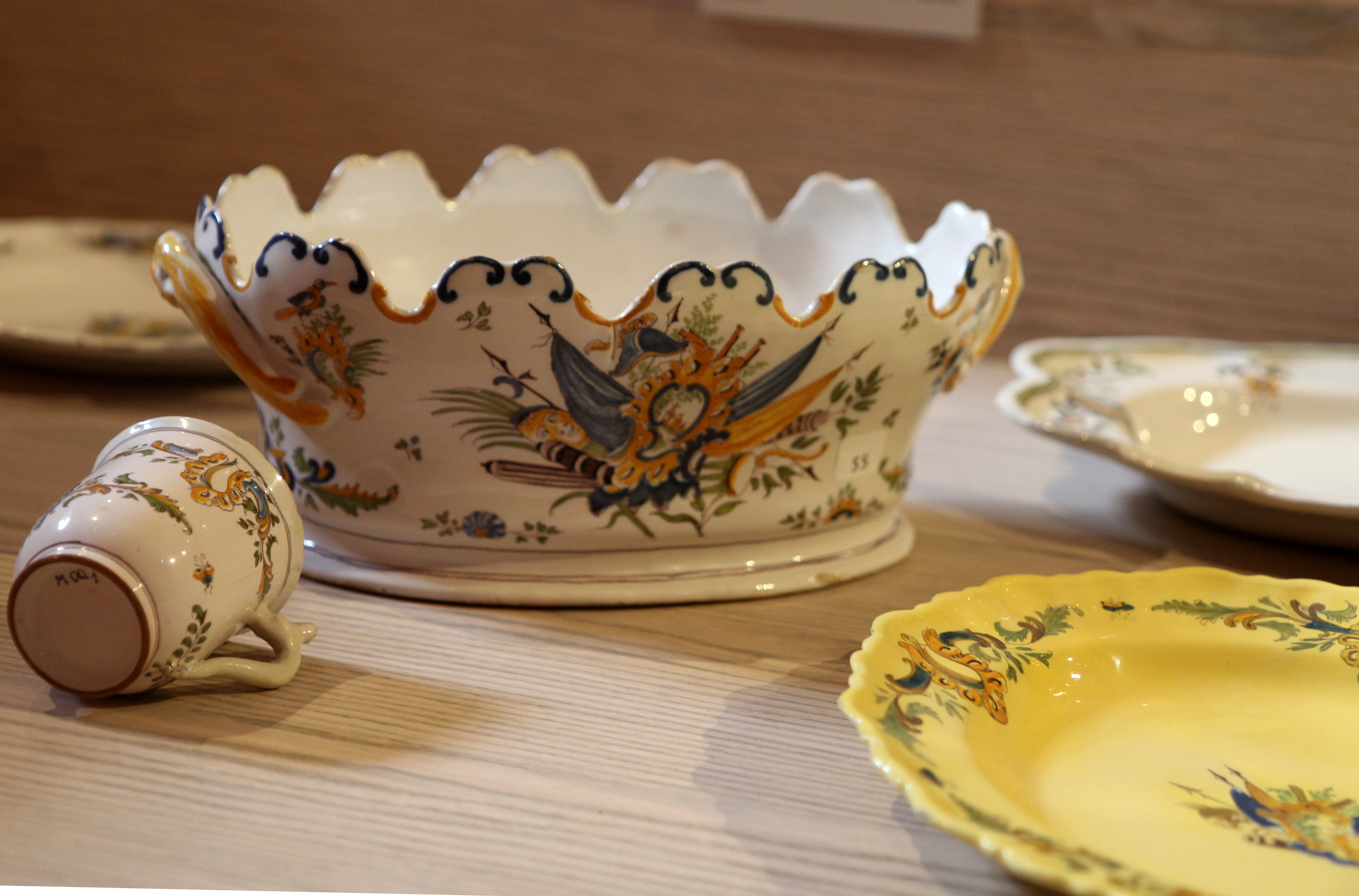
Rafraîchissoir à verres

Le décor aux drapeaux, également appelé aux trophées, est caractérisé par un faisceau d'étendards auquel se mêlent des armes (lances, canons) avec en leur centre un élément de rocaille. La tradition veut qu'il ait été conçu pour célébrer la victoire à la bataille de Fontenoy.

## Salle des ateliers d'aujourd'hui
Dans cette salle sont exposées des faïences réalisées par des artistes contemporains qui créent à Moustiers des pièces uniques suivant la tradition qui a fait la célébrité de la ville  ou selon une conception moderne. Parmi les artistes qui ont donné au musée une pièce particulièrement représentative de son art, on peut citer :
- Michèle Blanc[9].
- Anne-Marie et Marc Blanchard[10].
- Noëlle Mufraggi[11]
- Jean-Pierre et Reine Bondil[12].
- Jacques et Raymonde Lallier
- Françoise et Martial Bourdey qui ont créé l'Atelier Saint-Michel[13].
- Mireille Duconseille avec son atelier Bleu Cobalt[14].

## Salle d'exposition temporaire
La visite du musée se termine par une salle des expositions temporaires.